# Bivona
Bivona (AFI: /biˈvona/; Vivona in siciliano) è un comune italiano di 3 046 abitanti del libero consorzio comunale di Agrigento in Sicilia.
Circondata dai monti Sicani, del cui parco regionale è stato sede ufficiale insieme alla limitrofa Palazzo Adriano, la località è nota per la coltivazione della pesca, dal 2014 insignita del marchio IGP, e per la realizzazione di una peculiare sedia artigianale.
Casale di probabile origine islamica, attestato per la prima volta in età normanna, ospitò una comunità ebraica di cui si conservano le tracce nei pochi resti di una sinagoga e nel blasone popolare. Tra il Quattrocento e il Cinquecento fu uno dei maggiori centri feudali del vallo di Mazara: nel 1554 Carlo V lo elevò a ducato, il primo nel Regno di Sicilia, conferendogli al contempo il titolo di città. Accolse un elevato numero di ordini e istituti religiosi – tra cui il collegio gesuitico approvato da Ignazio di Loyola – come testimoniato da una cospicua quantità di edifici sacri concentrati nel centro storico d'impianto medievale. Vi è attestato uno dei più antichi culti di santa Rosalia di cui si abbia notizia certa.

## Geografia fisica

### Territorio

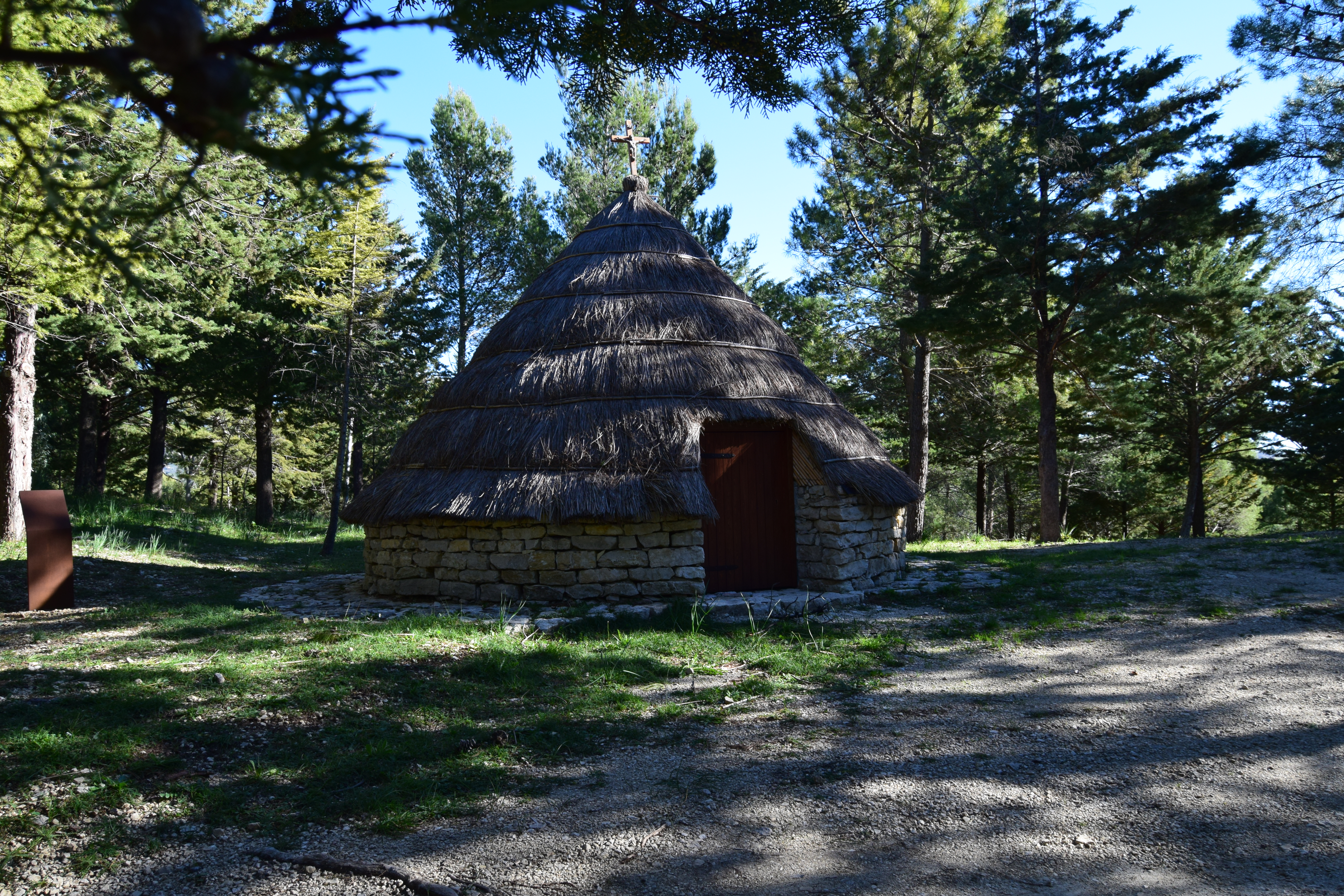
Un pagghiaru, tipica architettura rurale sicana

Bivona è situata nell'entroterra agrigentino, al confine con la città metropolitana di Palermo.
Il territorio di Bivona ha un'estensione di circa 89 km² ed è parzialmente inserito nella "riserva naturale orientata Monti di Palazzo Adriano e Valle del Sosio", nel "Parco dei Monti Sicani".
L'altitudine è compresa tra i 64 m s.l.m. dell'area meridionale, al confine con i comuni di Ribera e di Cianciana, e i 1436 m della cima del Monte delle Rose, a nord dell'abitato, al confine con il territorio di Palazzo Adriano, nella città metropolitana di Palermo. L'altitudine del centro abitato è compresa tra i 420 m s.l.m. dei quartieri meridionali e i 600 circa di quelli settentrionali, ed è usualmente indicata in 503 m s.l.m., in riferimento all'antica casa comunale (attuale piazza Giovanni Cinà).
- Classificazione sismica: zona 2 (sismicità medio-alta), Ordinanza PCM n. 3274 del 20/03/2003[11].

#### Orografia
Il territorio si trova alle pendici dei monti Sicani, che sovrastano l'abitato formando un anfiteatro naturale, e comprende il tratto medio vallivo del bacino idrografico del fiume Magazzolo. Circa i tre quarti della sua estensione si trovano in zone pedemontane e collinari, mentre il quarto restante appartiene alla zona tipicamente montana.

Il paesaggio montano è composto da rilievi calcareo-dolomitici di epoca mesozoica, quasi tutti nella parte settentrionale del territorio. 

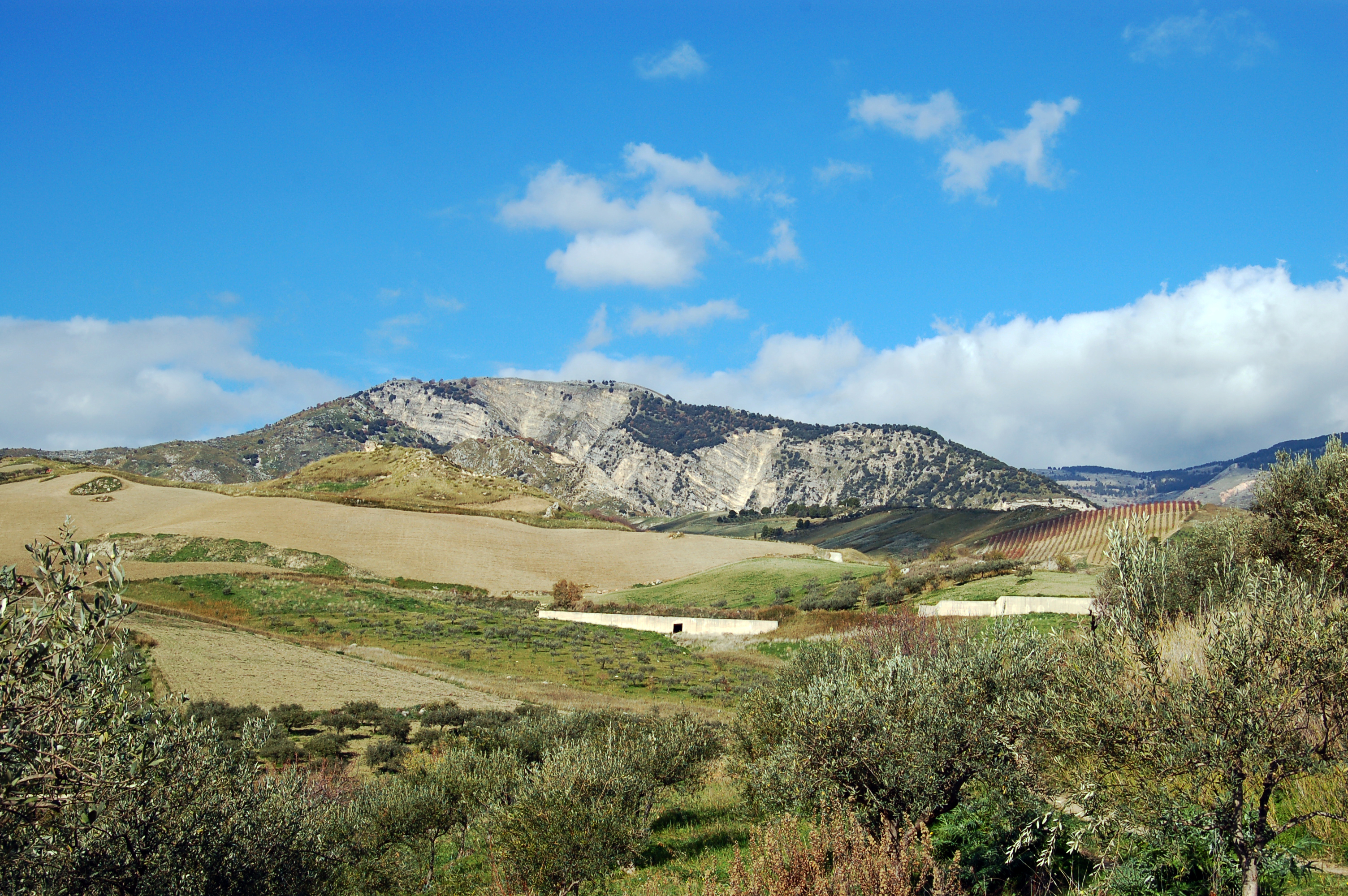
Panoramica del Pizzo Mondello

Le principali cime del territorio bivonese sono:
- Monte delle Rose (1436 m);
- Monte Pernice (1393 m);
- Pizzo San Filippo (1352 m);
- Monte Scuro (1310 m);
- Pizzo Mondello (1245 m);
- Pizzo Catera (1192 m);
- Pizzo Scavarrante (1072 m);
- Pizzo di Naso (965 m).

Gli affioramenti rocciosi di Pizzo Mondello, costituiti dalla stratificazione di calcari e selce con tracce di conchiglie fossili (Halobia), si presentano fortemente inclinati e testimoniano le deformazioni tettoniche subite dai monti Sicani.

#### Idrografia
Il territorio bivonese fa parte del bacino idrografico del fiume Magazzolo, delimitato dal Pizzo Mondello, dal Pizzo Scavarrante, dalla Serra Mezzo Canale e dal Cozzo Timpe Rosse e comprendente, oltre al corso d'acqua principale, anche gli affluenti Lordo, Calabrò, Acque Bianche, Salito e Gebbia: i valloni tributari di destra del Magazzolo sono a sviluppo tortuoso, con forte azione erosiva di tipo regressivo; assicurano un importante apporto idrico nella stagione delle piogge ma sono asciutti durante l'estate. Le numerose sorgenti alimentano principalmente tre canali naturali, affluenti del Magazzolo: il primo, in cui confluiscono le acque delle sorgenti Santa Rosalia e Capo d'Acqua, è il fiume Alba, il cui tratto urbano è intubato e sotterraneo dalla seconda metà dell'Ottocento; il secondo convoglia le acque delle sorgenti Santissimo e Acque Bianche e il terzo raccoglie le acque delle due sorgenti Grotticelle e delle sorgenti Canfuto e San Filippo.
A qualche chilometro dal centro abitato si trova la diga Castello, che ha creato un bacino artificiale (circa 21000000 m³), le cui acque irrigano i pescheti di Bivona e gli aranceti di Ribera.

#### Flora e fauna
La flora e la fauna del territorio di Bivona sono quelle tipiche delle zone montane e pedemontane dell'area mediterranea. I boschi, nelle aree meno antropizzate, sono costituiti da leccio, roverella e corbezzolo, e rimboschimenti prevalentemente a pino d'Aleppo, cipresso comune, pino nero e abete di Cefalonia. È presente un ricco sottobosco e sono presenti l'euforbia cespugliosa, il biancospino e la ginestrella.
Negli anni trenta, in occasione della visita di Benito Mussolini, furono piantati nel centro abitato i platani di via Lorenzo Panepinto, le robinie nella piazzetta denominata XXVIII Ottobre; fu sistemata anche la villa comunale.
Per quanto riguarda la fauna, i boschi sono popolati e frequentati prevalentemente da piccoli insettivori (cinciarelle, cinciallegre, fringuelli, capinere, pettirossi, scriccioli) e da merli, colombacci e ghiandaie.

### Clima
Come per l'intera area dei monti Sicani il regime climatico è classificato come temperato caldo  di tipo xeroterico mediterraneo, con estati prolungate e inverni miti. La morfologia e le differenze altimetriche determinano una relativa variabilità fra le diverse località del territorio comunale. 
| Bivona             | Mesi | Mesi | Mesi | Mesi | Mesi | Mesi | Mesi | Mesi | Mesi | Mesi | Mesi | Mesi | Stagioni | Stagioni | Stagioni | Stagioni | Anno |
| Bivona             | Gen  | Feb  | Mar  | Apr  | Mag  | Giu  | Lug  | Ago  | Set  | Ott  | Nov  | Dic  | Inv      | Pri      | Est      | Aut      | Anno |
| ------------------ | ---- | ---- | ---- | ---- | ---- | ---- | ---- | ---- | ---- | ---- | ---- | ---- | -------- | -------- | -------- | -------- | ---- |
| T. max. media (°C) | 11,6 | 13,1 | 15,3 | 18,7 | 24,6 | 30,0 | 33,0 | 32,8 | 28,3 | 22,0 | 16,7 | 13,1 | 12,6     | 19,5     | 31,9     | 22,3     | 21,6 |
| T. min. media (°C) | 4,8  | 5,1  | 6,4  | 8,5  | 12,3 | 17,2 | 20,0 | 20,4 | 17,0 | 12,8 | 9,4  | 6,5  | 5,5      | 9,1      | 19,2     | 13,1     | 11,7 |

- Classificazione climatica: zona C, 1268 GG[22].

## Origini del nome
Il toponimo Bivona è di origine incerta. Il nome Bivona si trova per la prima volta in un documento del 1171, ma la forma più frequente fino ai primi anni del Cinquecento era Bibona.
La forma Bisbona è attestata nel 1363 e nel Cinquecento fu considerata forma colta derivante da bis bona ("due volte buona"): «Bisbona quoque vulgo Bivona dicitur». In uno scritto del 1557 si affermò: «È questa terra detta Bivona, quasi Bi-bona, cioè bis-bona, per la perfezione dell'aria, essendo posta sopra altissime rupi e per l'abbondanza delle salutifere acque e fruttiferi arbori, de quali sommamente abbonda, luogo veramente più che buono e amenissimo». L'etimologia fu sostenuta dal Trovato.
Più probabilmente è da confrontarsi col calabrese Bivona o Vivona (presso Vibo Valentia), da una parola del sostrato pre-greco, successivamente ellenizzato come Ἱππώνιον Hippṓnion e quindi il latino  Vibō, Vibōna.

## Storia

### Età antica
Alcuni reperti archeologici hanno permesso di ipotizzare una frequentazione umana nel territorio di Bivona a partire già dall'età del rame. Alcuni siti d'altura presenti nel territorio manifestano una continuità di vita dall'età del ferro all'epoca medievale (monte Castelluccio e Bonifacio), con una fase di abbandono più o meno totale durante l'età romana, periodo nel quale si formano grossi insediamenti rurali nelle valli fluviali.
In base all'erronea interpretazione delle fonti antiche, in passato si era ritenuto che la città avesse origini greche e fosse da identificare con Hipponium, fondata da Gelone di Siracusa. Ugualmente priva di riscontri è un'altra ipotesi di identificazione, quella con il centro indigeno (poi ellenizzato) di Hippana, successivamente rinvenuto sul monte dei Cavalli (Prizzi), nonostante non sia da escludere che i due toponimi presentino la medesima radice (*vīp-/vīb-) del sostrato mediterraneo.

### Età medievale
La prima attestazione dell'esistenza di Bivona è del 1160, al tempo di re Ruggero II e dei suoi successori Guglielmo I e Guglielmo II. Da semplice casale abitato da popolazione musulmana, in pochi anni divenne un importante centro del Vallo di Mazara.
Divenuta signoria alla fine del XIII secolo, fu messa al sacco dalle truppe regie comandate da Francesco Ventimiglia nel 1359. Il castello di Bivona fu quindi affidato in custodia a Corrado Doria.
Bivona si sviluppò maggiormente sotto la signoria dei Chiaramonte (1363-1392) ma soprattutto sotto quella dei De Luna, protagonisti dei casi di Sciacca.

### Età moderna
Nel 1554, Carlo V elevò la baronia di Bivona a ducato, sia perché il paese era uno dei più popolosi centri feudali dell'Isola e il più popoloso tra quelli di dominio della famiglia de Luna, sia per i buoni rapporti che intercorrevano tra l'imperatore e il viceré di Sicilia Juan de Vega, suocero di Pietro de Luna, primo duca bivonese e primo nobile siciliano ad acquisire il maggior titolo feudale dell'epoca.
Nei due secoli successivi il ducato passò prima alla famiglia dei Moncada (i principi di Paternò), poi a nobili famiglie spagnole che non entrarono mai negli affari locali, determinando il declino della città.

### Età contemporanea
Nel 1812, con la nuova Costituzione, nel Regno di Sicilia fu abolita la feudalità e ciò favorì la rinascita, soprattutto economica, di Bivona: la cittadina agrigentina, infatti, fu designata capoluogo dell'omonimo distretto (divenuto circondario nel Regno d'Italia), uno dei ventitré in cui fu divisa l'Isola, comprendente tredici comuni.
Nel Novecento Bivona si sviluppò come centro amministrativo e culturale dell'entroterra agrigentino, essendo sede di vari uffici (sanitari e amministrativi) e scuole (soprattutto istituti superiori).

### Simboli
L'attuale stemma della Città di Bivona è stato concesso con decreto del presidente della Repubblica dell'8 luglio 2021.
(D.P.R. 8 luglio 2021)
Il gonfalone è un drappo di bianco, bordato d'azzurro; la bandiera è un drappo di bianco, bordato d'azzurro.
Lo stemma in uso fino al 2021 era così descritto dallo statuto comunale:
La mezzaluna rappresenta la famiglia nobile dei primi duchi, i De Luna d'Aragona, mentre il granchio potrebbe richiamare l'antico simbolo di Akragas. Per quanto riguarda il gonfalone del comune di Bivona, esso riproduce lo stemma su fondo azzurro, arricchito di decori floreali.
Secondo quanto riportato dallo Statuto del Comune di Bivona, il comune ha un proprio inno.

### Onorificenze
Quando nel 1554, all'epoca del Regno di Sicilia, Carlo V elevò la baronia alla dignità di ducato, Bivona acquisì il diritto ad assumere il titolo di città.

## Monumenti e luoghi d'interesse
Bivona possiede numerosi edifici religiosi (circa quaranta in tutta la sua storia). Molti dei palazzi nobiliari seicenteschi sono stati distrutti o inglobati da costruzioni più moderne.

### Architetture religiose
(Jean-Pierre Houël, Voyage pittoresque des isles de Sicile, de Malta et de Lipari, 1785)

#### Chiese

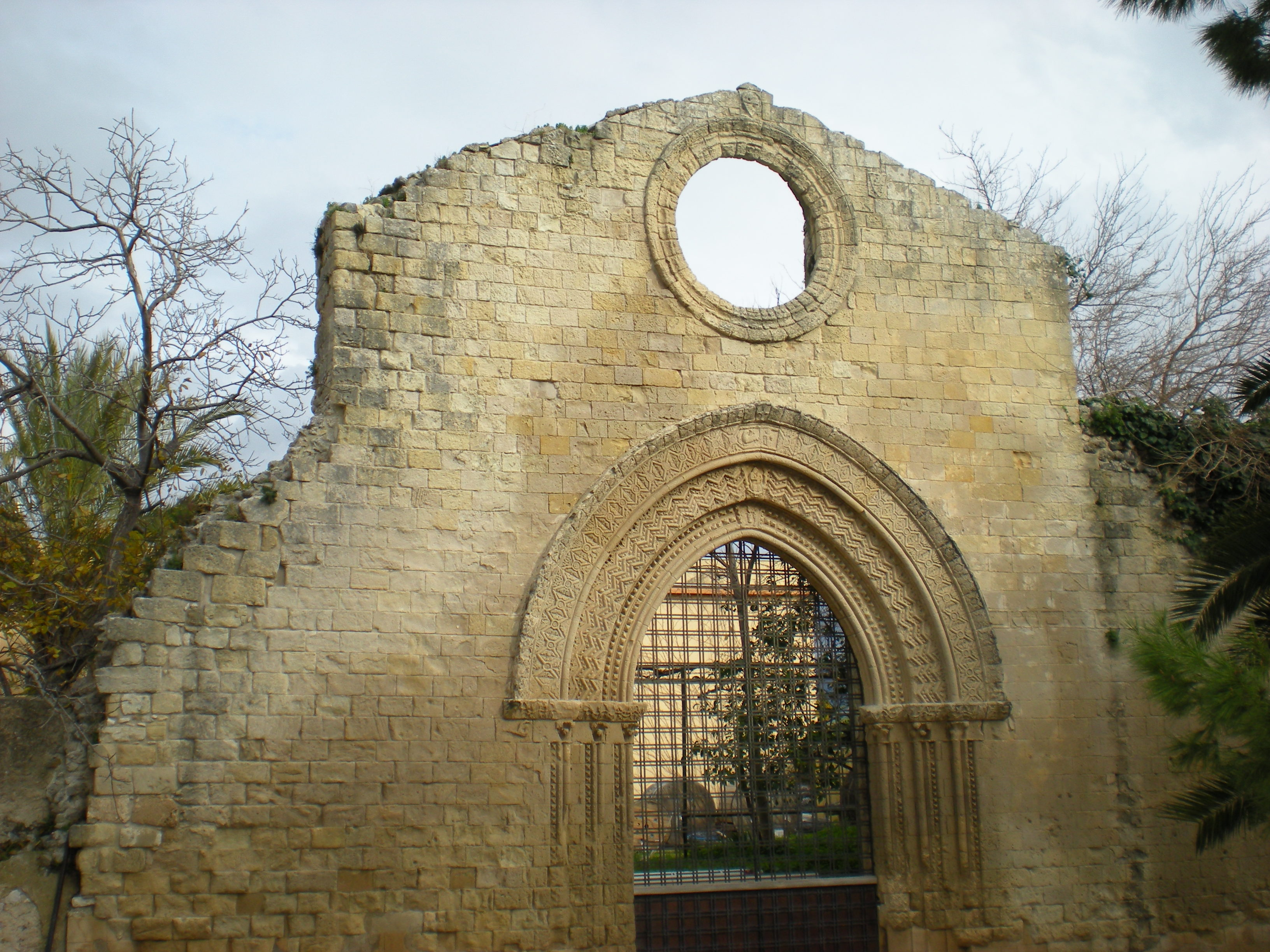
Portale della chiesa madre chiaramontana

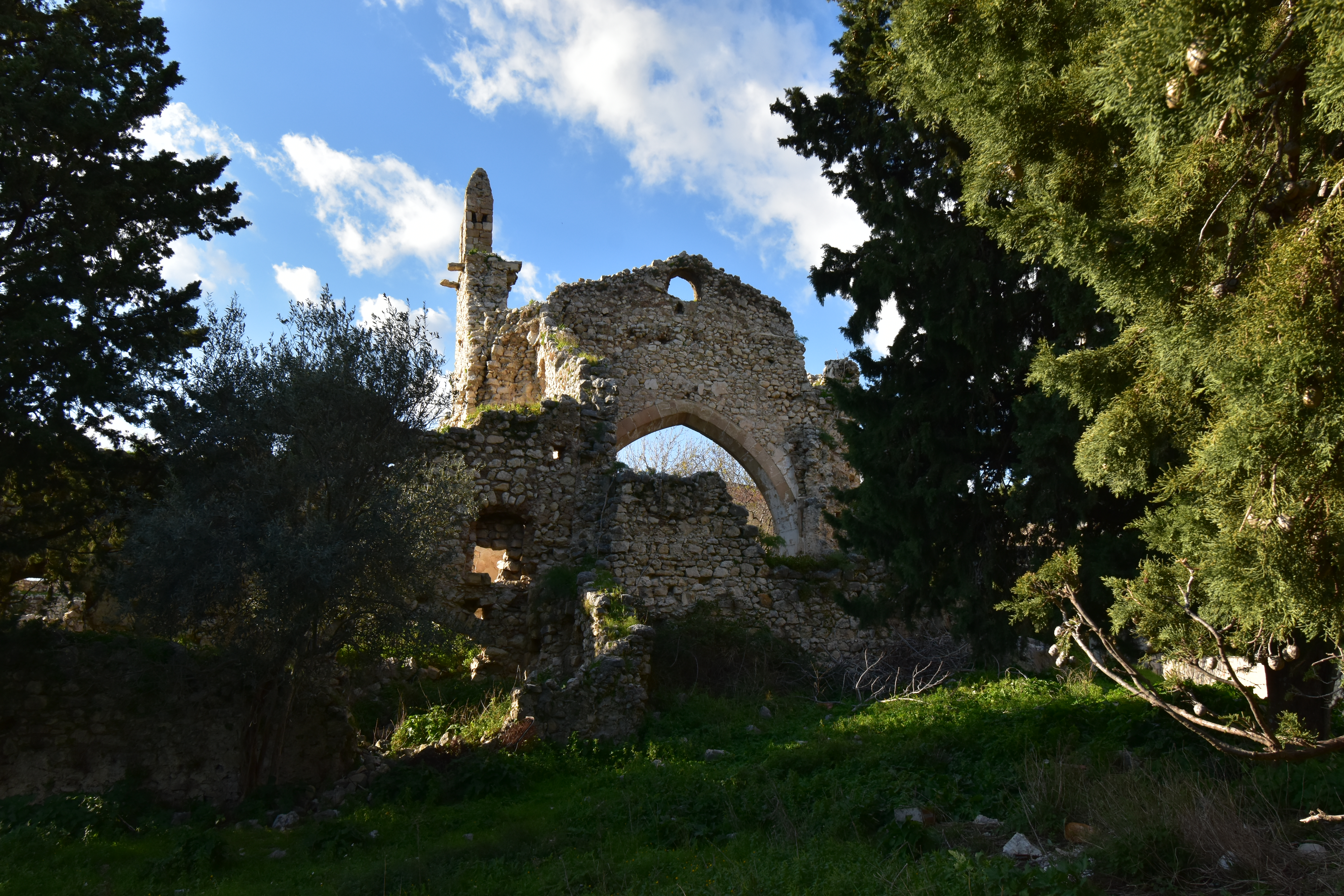
I ruderi di Santa Maria di Gesù

- Chiesa madre chiaramontana (XIII secolo), in stile gotico, di cui rimane solo il portale della facciata principale, esempio di arte gotica chiaramontana in Sicilia[53].
- Chiesa di San Bartolomeo (XIII-XIV secolo), di cui rimane il portale della facciata principale, di gusto barocco[54].
- Chiesa di Santa Rosalia (XIII-XIV secolo), dotata di un portale in stile barocco, conserva il fercolo della statua della santa (1601), un crocifisso ligneo, alcune tele sette-ottocentesche; una piccola botola consente di accedere al tronco della quercia sotto la quale si ritiene che la santa solesse pregare durante la sua permanenza nel bosco di Bivona[55].
- Chiesa dell'Annunziata (XIV secolo), o chiesa del Carmine, custodisce alcuni dipinti di Giuseppe Salerno, noto come "Zoppo di Ganci"[56].
- Chiesa di San Sebastiano (XIV-XV secolo), detta anche di Santa Chiara, presenta un portale tardo rinascimentale-manierista[57].
- Chiesa di San Paolo (XV secolo), con portale in stile barocco del XVII secolo; all'interno conserva decorazioni barocche e statue e tele settecentesche[58].
- Chiesa di Santa Maria di Loreto (XV secolo), detta anche di San Domenico, una delle più grandi chiese bivonesi, ma in degrado alla metà del XX secolo e con arredi perduti o trasferiti in altre chiese bivonesi[59].
- Chiesa di Santa Maria di Gesù (XVI secolo), di cui rimangono solamente i ruderi, di proprietà privata; originariamente in stile gotico e ristrutturata nel Settecento[57].
- Chiesa di San Giacomo maggiore, o dei Cappuccini (XVI secolo), conserva all'interno numerose lapidi funerarie e una grande tela cinquecentesca della Madonna degli Angeli sull'altare maggiore[60].
- Chiesa madre Mater Salvatoris (XVI secolo), edificata dai padri gesuiti e ampliata nel Seicento, nel 1781 divenne la nuova chiesa matrice[61].
- Chiesa di Sant'Isidoro Agricola (XVII secolo), edificata dai cittadini in seguito a pessime annate agricole in onore di sant'Isidoro, protettore degli agricoltori, priva di elementi decorativi[62].
- Santuario della Madonna dell'Olio, antico luogo di culto bivonese fuori dal centro abitato dedicato alla Madonna di l'Ogliu. Nel 2008 è stato inserito nella Carta regionale dei luoghi dell'identità e della memoria della Regione Siciliana[63].

Ad esse si possono aggiungere le chiese andate distrutte: chiesa di Sant'Andrea (fine del XII secolo o inizio del XIII, probabilmente la prima chiesa e la prima matrice di Bivona); la chiesa di Sant'Antonio Abate (la prima notizia su di essa risale al 23 febbraio 1419; la chiesa di Sant'Agata, costruita al tempo della Signoria dei Chiaramonte a Bivona (1363-1392); la chiesa di San Giovanni Battista; la chiesa di Santa Maria Maddalena (nel 1595 fu ceduta ai Gesuiti che la fecero diventare nuova chiesa madre); la chiesa di San Pietro, detta poi di Santa Maria del Soccorso (a navata unica, presentava una cappella per lato e disponeva di un piccolo campanile).
Infine, tra gli edifici di culto distrutti c'è la chiesa dell'Immacolata Concezione (1648), costruita a spese del poeta e medico bivonese Giuseppe Romano (1613-1681): crollata nel XX secolo è stata ricostruita come sede per riunioni e convegni. L'originale portale barocco a colonne tortili, spostato nella vicina chiesa di Santa Maria di Loreto, con il crollo del tetto di questa è rimasto sepolto sotto le macerie mentre sull'altar maggiore si trovava una statua dell'Immacolata Concezione, custodita presso la chiesa madre.

#### Cappelle
- Cappella della Madonna della Sprescia, sita in contrada San Leonardo, nella parte meridionale del paese, esistente nel 1834[70];
- Cappella del Camposanto, sita all'interno del cimitero, entrò in funzione nel 1882[71].

#### Altri edifici sacri

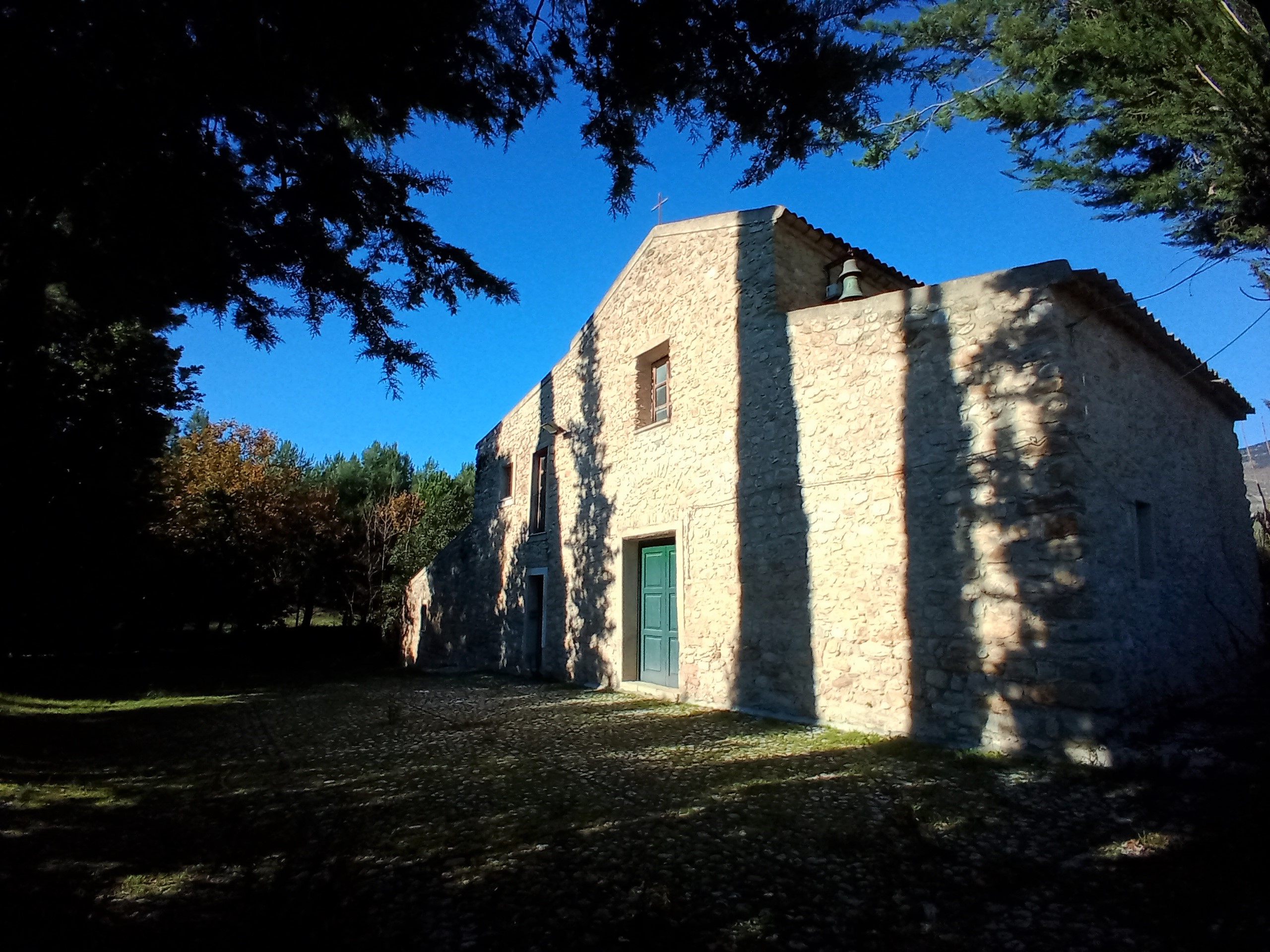
Il santuario extra-urbano della Madonna dell'Olio

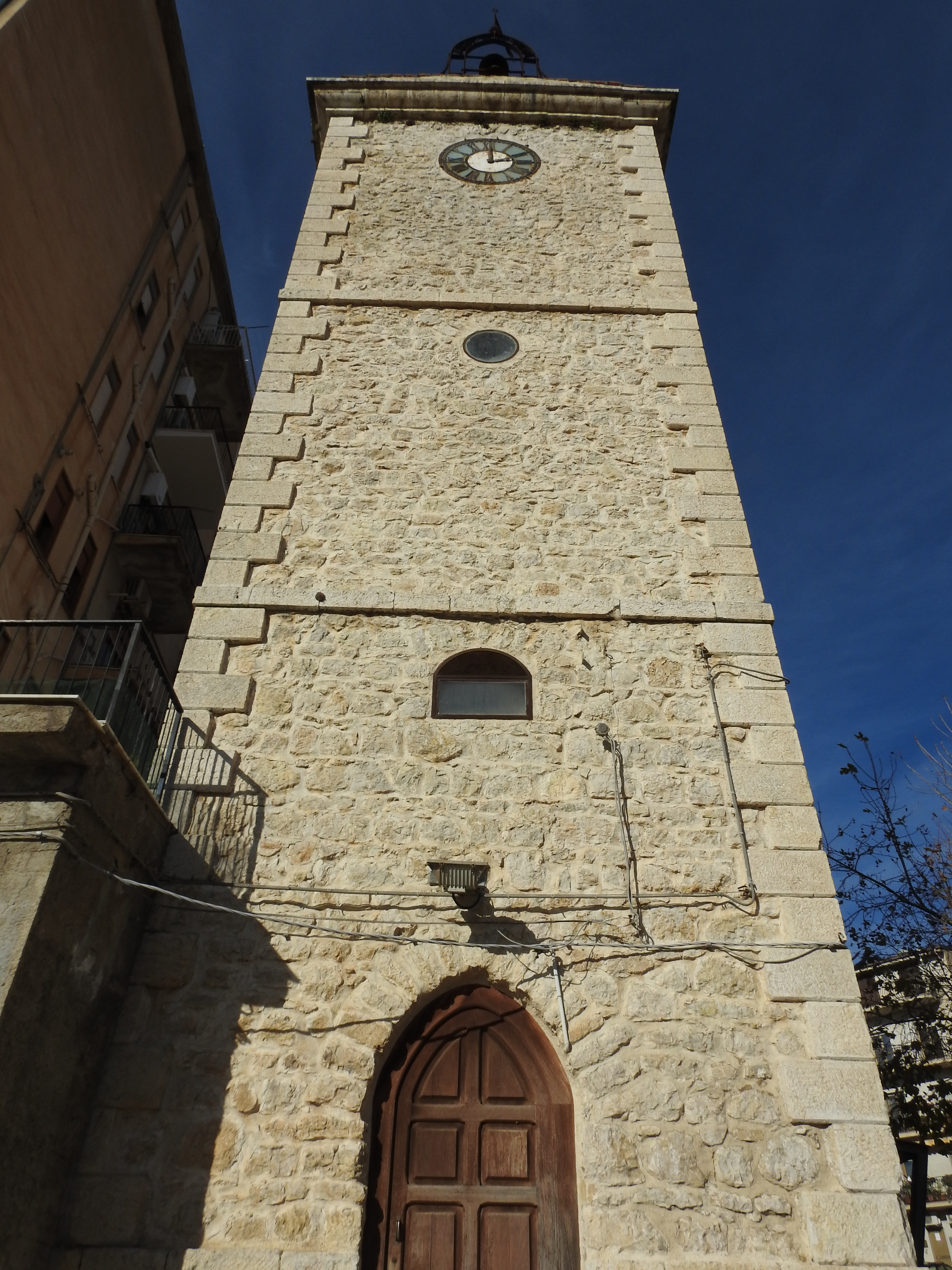
La torre dell'orologio

- Convento dei Carmelitani, istituito molto probabilmente nel XIV secolo come sede dei carmelitani e, in un secondo momento, della Congregazione delle suore agostiniane, successivamente destinato a sede della biblioteca comunale[72];
- Convento dei Domenicani, istituito nel XV secolo come sede dei domenicani. Nel XIX secolo divenne prima sede della caserma dei carabinieri, poi sede universitaria e scolastica[73];
- Convento dei Cappuccini, istituito intorno alla metà del XVI secolo come sede dei cappuccini, ai quali tuttora appartiene[74];
- Monastero delle Clarisse, istituito nel 1585 come collegio dei gesuiti e in seguito sede della Congregazione delle suore clarisse, viene utilizzato come casa di riposo[75];
- Collegio dei Gesuiti, istituito tra la fine del XVI e l'inizio del XVII secolo, dopo la cessione della prima sede alle suore clarisse; divenne in seguito dapprima sede scolastica, poi sede municipale[76].

Esistevano anche un Convento dei Minori Conventuali, istituito nel 1394, un Monastero delle Benedettine, istituito all'inizio del XV secolo e sede della Congregazione delle Suore Benedettine Cassinesi, su cui sorge un istituto scolastico e la sede dell'ASL di Bivona, e il convento di Santa Maria di Gesù, già sede della comunità dei Frati Minori Osservanti e, in un secondo momento, dei Frati Minori Riformati;

#### Edicole sacre
Le edicole sacre di Bivona testimoniano un'antica tradizione religiosa della città, rappresentando in passato dei veri e propri luoghi di culto; alcune non sono più esistenti, mentre sono rimaste in prevalenza quelle poste all'interno delle xanée.
La loro importanza era inoltre legata alla consuetudine di essere considerate come punti di riferimento per l'indicazione di zone e vie, quando ancora non esisteva la toponomastica cittadina.

### Architetture civili

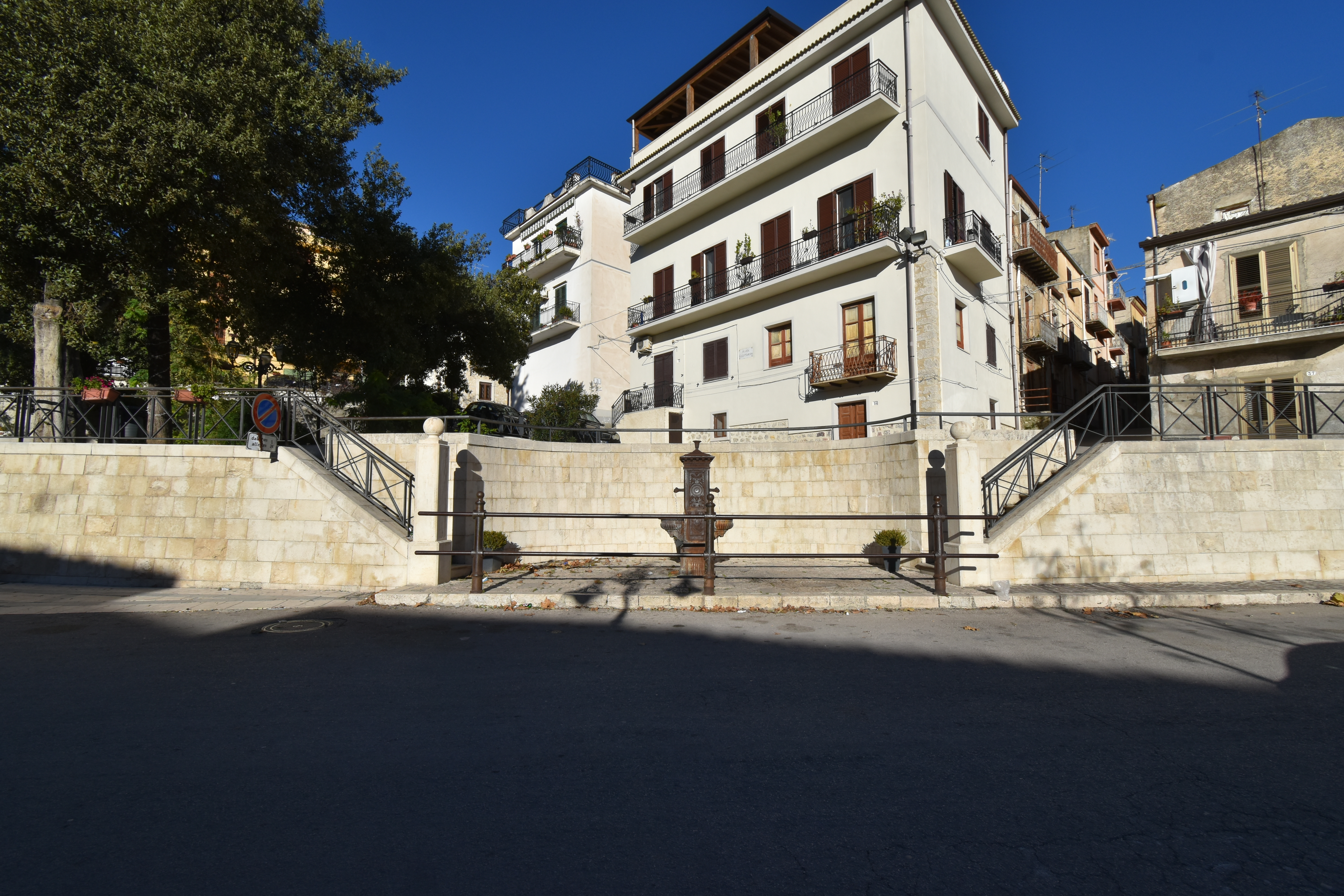
Fontana del Mezzaranciu

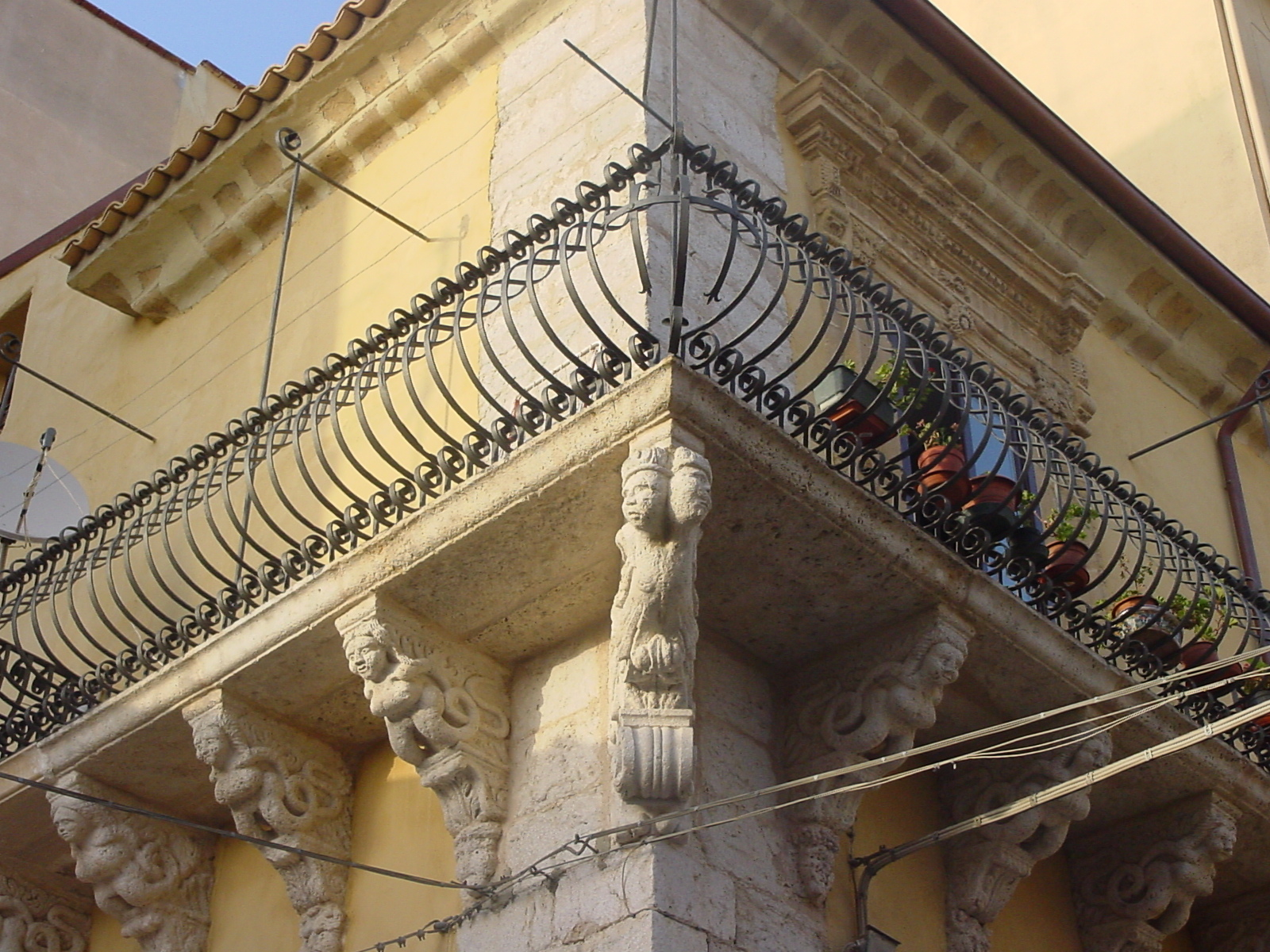
Palazzo del marchese Greco

#### Palazzi
- Palazzo ducale (XVI secolo), residenza della prima famiglia ducale, i De Luna d'Aragona.
- Palazzo municipale, in origine collegio dei gesuiti[80]
- Palazzo del marchese Greco (XVIII secolo), realizzato in stile barocco e unico palazzo nobiliare di Bivona ad aver mantenuto le proprie caratteristiche architettoniche.[81]
- Palazzo De Michele, abitazione dei baroni De Michele e residenza dei sottoprefetti[82]
- Palazzo dei baroni Guggino, un tempo dei marchesi Greco, edificio che si sviluppa attorno ad una xanèa, all'interno della quale si trova un'edicola sacra.[83]
- Casa comunale, quindi diventata sede della pretura e, successivamente, ufficio del giudice di pace.[84]

#### Fontane
A Bivona esistono circa venti fontane pubbliche. Nonostante alcune fosserò già citate in documenti del XVIII secolo, la maggior parte di esse fu costruita a partire dal 1887, anno di realizzazione del primo impianto idrico pubblico. Alcune sono semplici fontane in ferro o in ghisa, come la "fontana Mezzaranciu" (mezza arancia per via della forma delle vasche), o la "fontanella di lu Roggiu" (dell'orologio), altre sono dotate di lavatoio, come la "Fontana di li ferri", nella parte meridionale del paese, altre ancora sono ex abbeveratoi per il bestiame, come la "Fontana pazza" (così detta perché il livello delle acque segnalava gli anni di siccità) e l'abbeveratoio di piazza Marconi, nel centro del paese.

#### Altre architetture civili

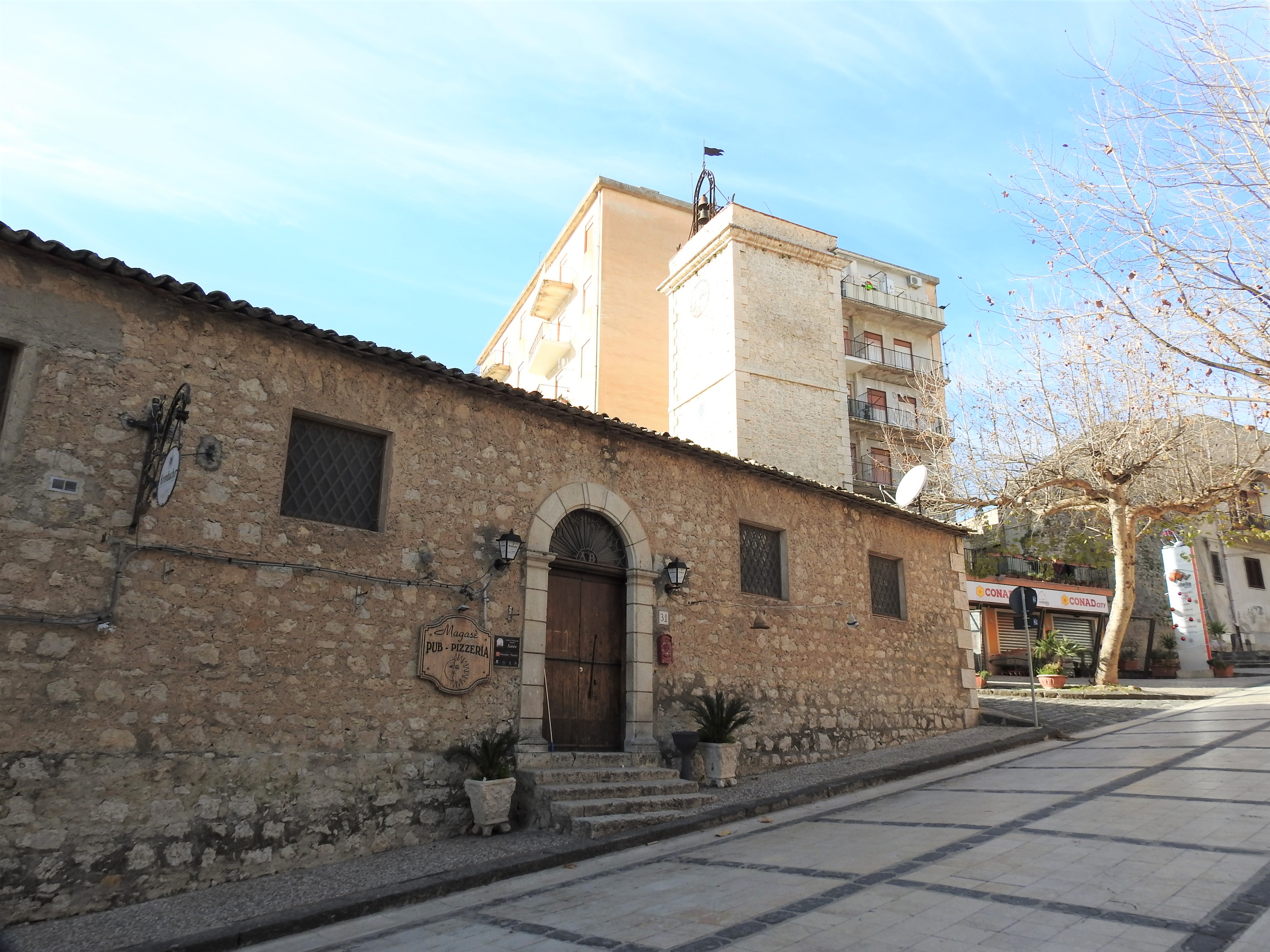
Antico magazzino del duca di Bivona

- Torre dell'Orologio (XIX secolo), fu costruita dopo il crollo, nel 1775, del campanile della chiesa di San Giovanni, che ospitava l'orologio civico almeno dal 1588. La torre, a base quadrata, presenta facciate in pietra tripartite da cornici marcapiano[86].
- Magazzino del duca (XVI secolo), utilizzato come magazzino ducale in prossimità della Torre dell'orologio e qualche decina di metri più a nord del Palazzo ducale. Prima del 1847, vi scorreva davanti il fiume Alba, attraversato da un ponte.
- Villa comunale, sistemata negli anni trenta del Novecento in piazza Guglielmo Marconi, al posto della Piazza Fiera, la principale piazza del paese. Un tempo circondata da cancellate, vi si trova una fontana circolare, ex abbeveratoio, il monumento dei caduti e un monumento dedicato a Cesare Sermenghi; ospita melia, robinie e alcune piante esotiche.
- Condotto di irrigazione (XIX secolo), realizzato in occasione dell'apertura dell'acquedotto di Bivona, nel 1889, risistemato nel 1894 dagli ingegneri Compagno e Messina di Palermo e ancora restaurato tra l'ottobre 1928 e il settembre 1932.
- Il Casino (XVII secolo), probabile residenza di caccia sita in prossimità del monte Il Casino; conserva i ruderi di una cappella e di altri ambienti con arcate[87].
- Ruderi delle "case Cirriè", una grande masseria a corte centrale[87].
- Resti del teatro comunale, sito nell'omonima via; fu costruito nel 1834 e terminato dopo il 1847. Nel 1864 il teatro divenne di proprietà comunale. Nonostante esso fosse suddiviso in due piani, dotato di logge e ben illuminato, numerosi fattori negativi, come le ridotte dimensioni del paese e la lontananza dai validi circoli culturali delle città, non lo fecero emergere[88] e pertanto ne rimane solo il nome della via (via Teatro) e qualche rudere.
- Carceri, un tempo poste nel quartiere di San Domenico e nel 1714 trasferite nel quartiere di Santa Rosalia e infine, con l'istituzione del carcere distrettuale (divenuto in seguito circondariale), disposte presso il piano terra del palazzo ducale.

### Architetture militari

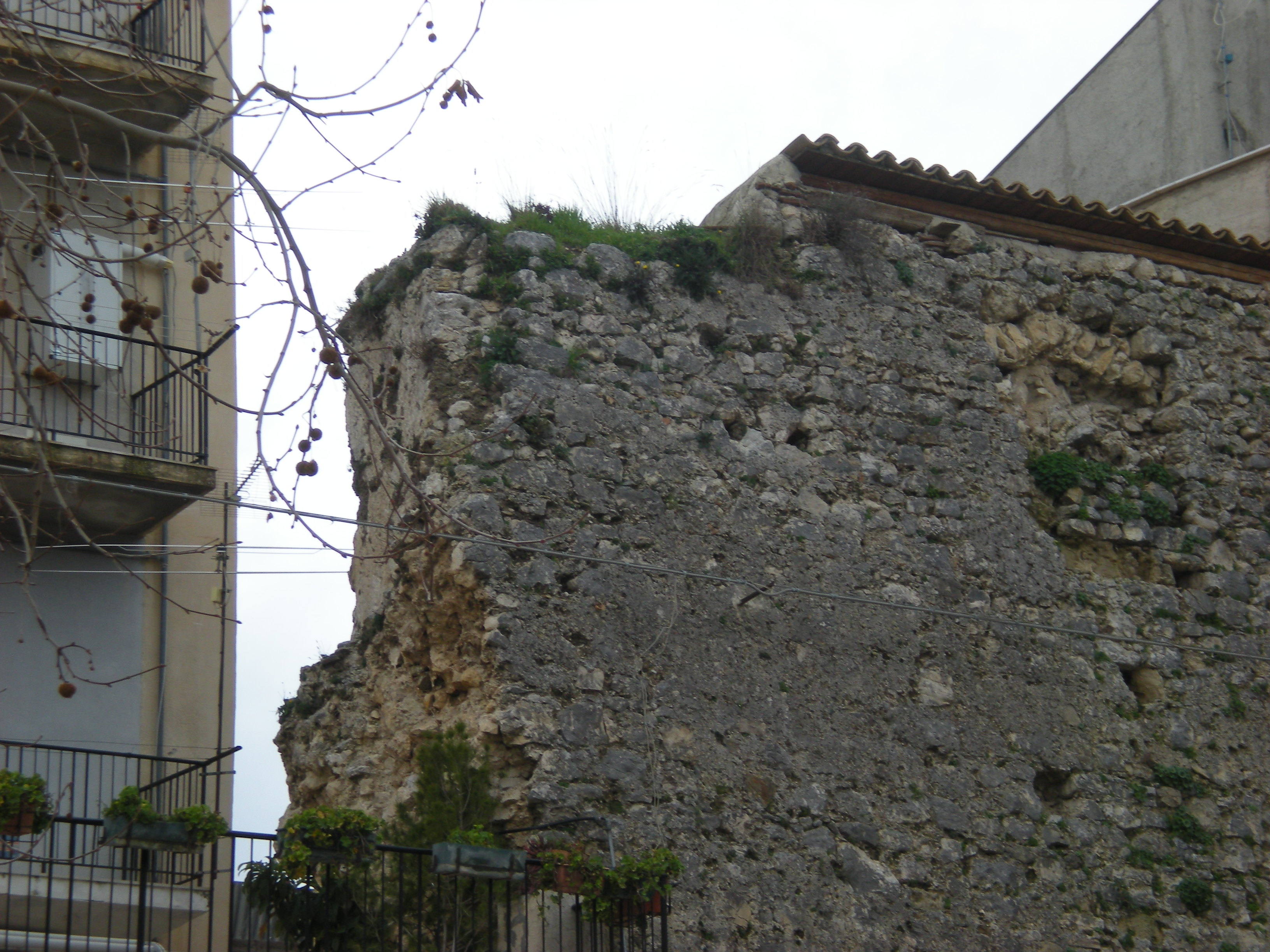
Ruderi del castello di Bivona

- Resti del bastione e rovine del castello (XIV secolo)[35].
- Torre di guardia, o Turris Bibonae, citata nel 1299 in un documento di cessione del castello di Bivona, in cui era stata inglobata[89]
- Torre difensiva, presso il "Ponte Pisciato" facente parte della cinta muraria cittadina, i cui ruderi erano visibili fino agli anni sessanta[90].
- Mura cittadine, costruite nel Trecento, il cui circuito è ricavabile dalla posizione dei vari edifici sacri che esistevano all'epoca e da alcuni documenti e toponimi del tempo[90]. Nel tratto occidentale si apriva la Porta dei Cavalieri; il tratto meridionale si trovava poco a valle della chiesa madre chiaramontana; il tratto orientale seguiva il corso del fiume Alba che attraversava il paese.

### Altro

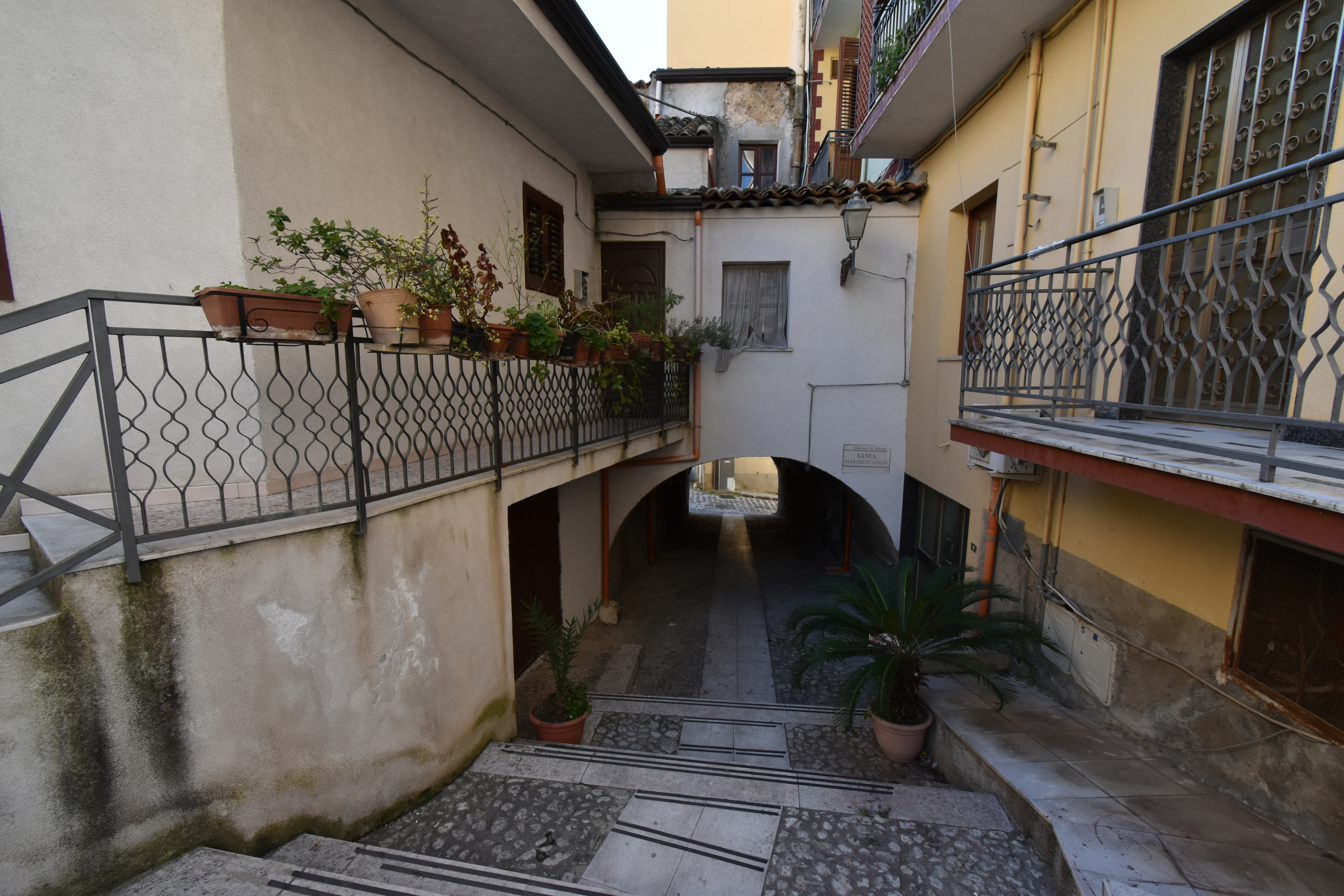
Xanèa di via Arco Marchese Greco

Quattro monumenti decorano piazze e vie di Bivona: il monumento ai caduti di tutte le guerre, inaugurato nel 2009 e situato in piazza San Giovanni; il monumento a Cesare Sermenghi, posto all'interno della villa comunale; il monumento al movimento operaio e contadino, posto in piazza San Paolo, nelle vicinanze dell'ex monastero delle benedettine, e il monumento dei donatori di sangue, inaugurato negli anni novanta, sito nelle vicinanze del Palazzo Ducale.
Nel 2011 è stato inaugurato un bassorilievo in memoria di Falcone e Borsellino nell'omonima via, opera dell'artista Lorenzo Reina di Santo Stefano Quisquina.

### Siti archeologici

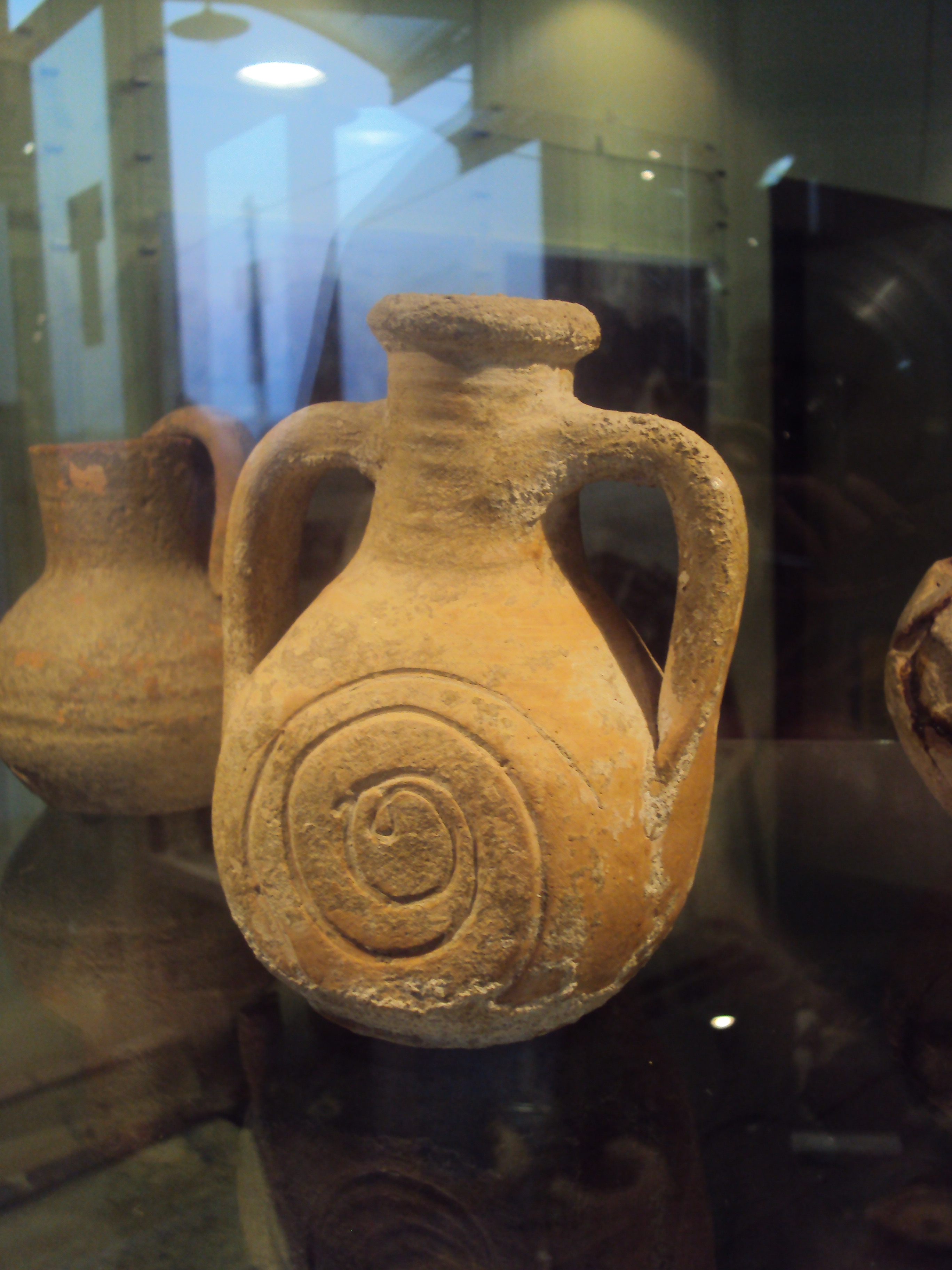
Anfora con decorazione a spirale rinvenuta in contrada Millaga (museo civico di Cianciana)

Parte del territorio bivonese ricade all'interno della riserva naturale orientata Monti di Palazzo Adriano e Valle del Sosio, in cui sono stati trovati i più antichi reperti fossili della Sicilia.
Diversi ritrovamenti archeologici attestano la frequentazione del luogo a partire già dall'età del rame: cocci di ceramica Serraferlicchio, cocci di ceramica madreperlacea nera, alcune monete puniche, un'anfora vinaria romana, un fondo di orcetto aretino, una moneta di Marco Vipsanio Agrippa e necropoli musulmane. A questi si aggiungono una necropoli rupestre preistorica, la necropoli in contrada Millaga, nei pressi del centro abitato di Cianciana, e resti di muri interpretati senza dati certi come i resti di una necropoli sicana e altri scarsi reperti di superficie.
Una ricognizione survey effettuata dal 2009 da un team dell'istituto archeologico dell'Università Georg-August di Gottinga ha messo in luce circa 200 siti archeologici rinvenuti nei territori di Bivona e di alcuni comuni limitrofi.

### Aree naturali
Bivona è una delle due sedi principali del parco dei Monti Sicani, il quinto parco regionale della Sicilia, istituito definitivamente nel 2012.
Parte del territorio di Bivona ricadeva all'interno della riserva naturale orientata Monti di Palazzo Adriano e Valle del Sosio, istituita nel 1997 e successivamente inglobata nel parco stesso.
Nella parte orientale del territorio bivonese, in direzione di Santo Stefano Quisquina, si estende su circa tre ettari l'"area attrezzata demaniale Canfuto", un'altura boscata prevalentemente a conifere prospiciente sulla valle del Magazzolo.

## Società

### Evoluzione demografica
Abitanti censiti

A partire dalla seconda metà del Quattrocento Bivona ebbe una crescita sia demografica che economica: ciò fu dovuto soprattutto alla presenza della comunità ebraica e ai numerosi ordini religiosi che si stabilirono nella cittadina (in particolar modo nel XVI secolo, subito dopo l'elevazione a ducato).
A causa della fondazione di nuovi comuni feudali nella zona di Bivona, nel Seicento cominciò per il paese il declino demografico, fino a raggiungere un minimo di 2 000 abitanti nel 1806; in seguito si ebbe una nuova ripresa demografica.
Con l'unità d'Italia il borgo di San Ferdinando, con una cinquantina di abitanti, fu staccato da Bivona (alla quale apparteneva dal 1814) e assunse il nome di Filaga, poi divenuto frazione del comune di Prizzi. Nella seconda metà del XX secolo la popolazione riprese a diminuire in seguito al fenomeno dell'emigrazione.

### Etnie e minoranze straniere
La presenza straniera a Bivona è piuttosto esigua: al 31 dicembre 2012 erano residenti 64 stranieri, pari all'1,65% della popolazione, dato di gran lunga inferiore alla media nazionale.
Nel corso dei secoli la popolazione di Bivona è stata composta da diverse etnie: fu un pagus Saracenorum (villaggio di Saraceni, come lo definì lo storico Tommaso Fazello), quindi abitato da gente araba, che lasciò notevoli tracce sia nella toponomastica bivonese sia nel dialetto. Successivamente la popolazione del paese crebbe con la venuta dei Normanni. Il paese subì l'influenza sia delle popolazioni che dominarono in Sicilia (Angioini, Aragonesi) sia, soprattutto, dei signori (e successivamente dei duchi) che esercitarono il potere nella cittadina, quasi tutti di origini spagnole.
Alla fine del XIV secolo si stanziò nella cittadina una comunità ebraica, che diede vita alla giudecca di Bivona.

### Lingue e dialetti
Il dialetto bivonese, il cui uso si affianca a quello dell'italiano, appartiene al gruppo dei dialetti occidentali della lingua siciliana; è stato studiato per la prima volta da Paolo Trizzino nel 1920 sotto la guida di Giacomo De Gregorio.
Il subdialetto bivonese ha subito l'influsso della lingua araba, la cui eredità è presente sia nella fonetica che nel lessico: nella fonetica, dal momento che la fricativa velare sorda h si è estesa in tante voci dialettali di origine non araba; nel lessico, dal momento che la maggior parte dei toponimi locali deriva dall'arabo, ad esempio Magazzolo, che deriva da magzil, "acque vorticose", o xanèa (talvolta scritta anche hanèa, khanèa, hanìa o hanèia), una voce attestata solo a Bivona.

### Religione

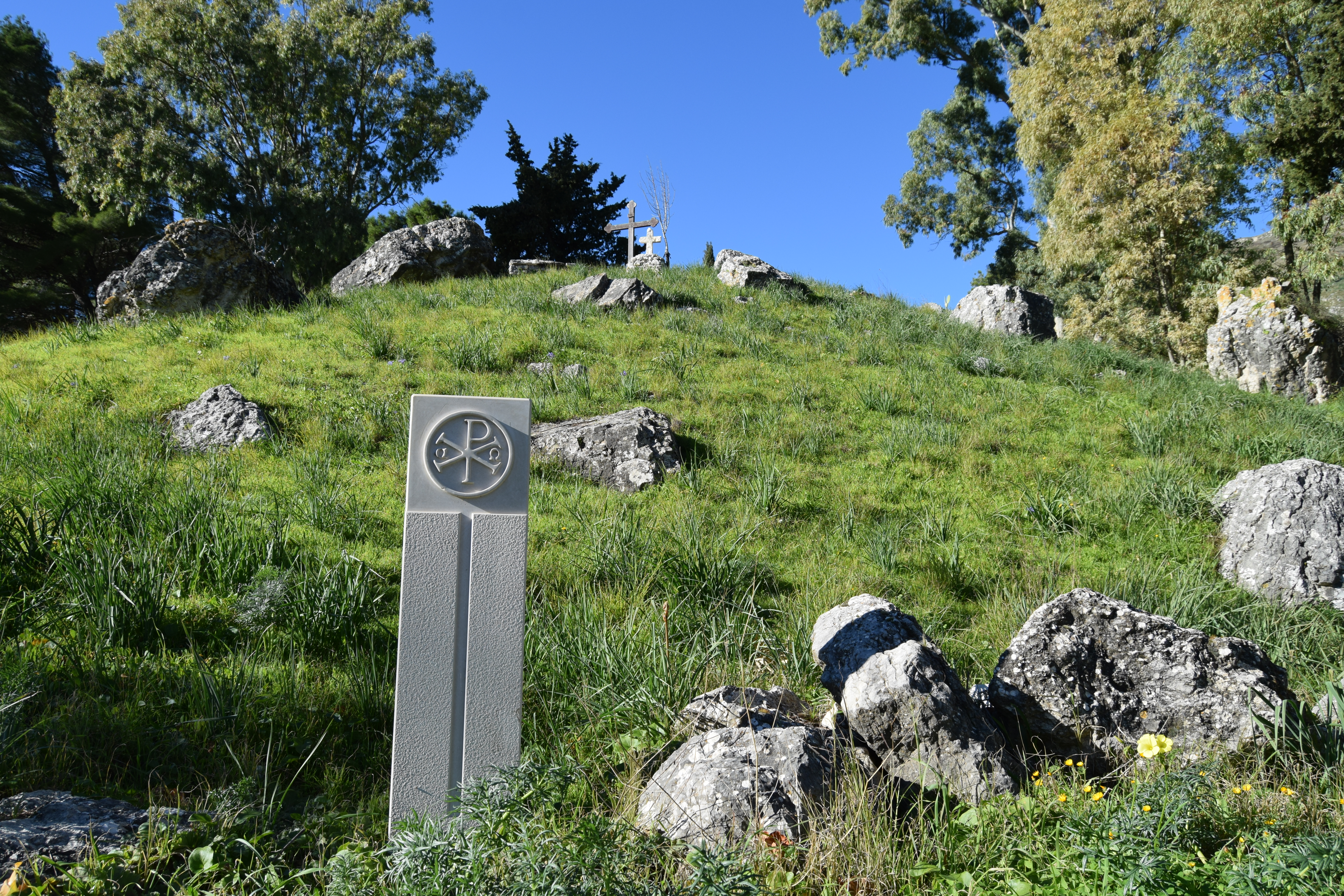
Il monte del Calvario

La religione maggiormente praticata a Bivona è il cattolicesimo: Bivona, che fa parte dell'arcidiocesi di Agrigento, ha conservato le proprie tradizioni religiose, in particolare l'antichissimo culto per santa Rosalia, la vergine palermitana che visse gran parte della sua vita sulle montagne di Bivona. I compatroni del paese sono san Francesco d'Assisi e la Madonna dell'Olio.
Probabilmente la prima religione professata a Bivona fu l'islam. Con l'espulsione musulmana dalla Sicilia, anche a Bivona si diffuse il cristianesimo, benché sia attestata nel XV secolo anche la presenza della giudecca che raccoglieva una piccola comunità ebraica, espulsa poi nel 1492; la comunità, nel 1454, doveva aver superato il numero di quaranta famiglie, numero necessario per l'istituzione della sinagoga locale. Nei secoli successivi, nella cittadina si stanziarono numerosi ordini religiosi, più di una trentina, e furono edificati più di quaranta edifici sacri, evento insolito per una comunità che non superò mai gli 8.000 abitanti.
Oltre alla Chiesa cattolica, che presenta due parrocchie cittadine, è presente una comunità pentecostale, fondata nel 1925 e ricostituita nel 1981 come espressione locale delle Assemblee di Dio in Italia.

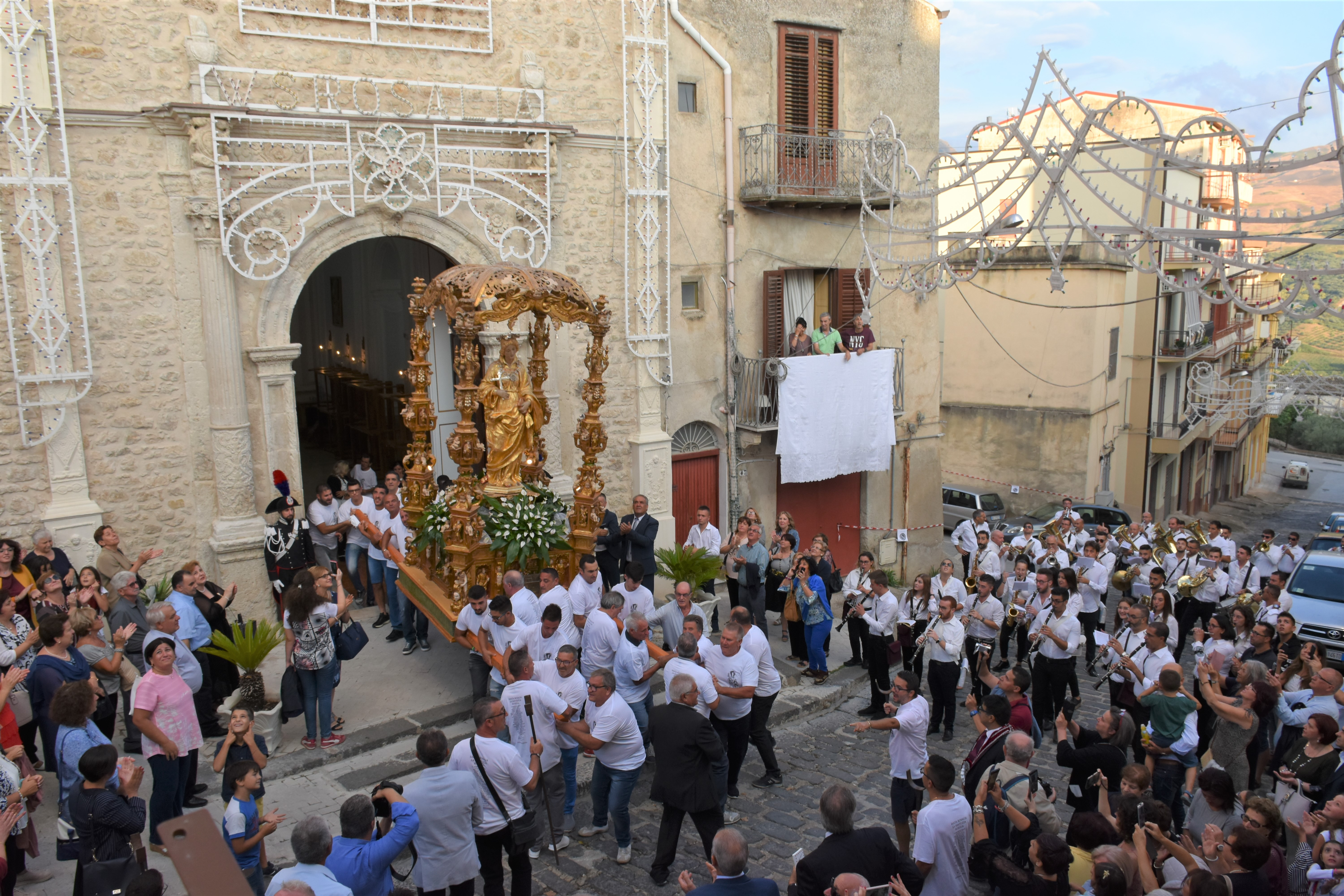
Processione del fercolo di Santa Rosalia

### Tradizioni e folclore
Nell'agosto 1998 è stato formato il gruppo folcloristico "Bivona folk", affiliato alla Federazione italiana tradizioni popolari; nel luglio 2010 è stata fondata l'Associazione Culturale "Sikania folk", che negli anni 2011 e 2012 ha organizzato il Festival Internazionale del Folklore "Pesca d'Oro".
I gruppi folcloristici di Bivona si esibiscono, in tipici costumi siciliani, in occasione delle feste di paese e in diversi saggi di musica tradizionale siciliana, talvolta anche in manifestazione di rilevanza nazionale e internazionale.
Il soprannome
I bivonesi hanno un proprio soprannome: vengono definiti judè (giudei), sia per l'antica presenza di una comunità ebraica a partire dagli ultimi secoli del medioevo, sia per un'antica tradizione, ormai persa: quella di portare in processione un Crocifisso in legno ebanizzato il primo venerdì dopo Pasqua, tanto che i cittadini dei paesi limitrofi esclamavano: "Vivunisi judè, ca doppu 'na simana Lu mittistivu 'ncruci arrè", cioè "Bivonesi giudei, che dopo una settimana l'avete messo nuovamente in croce".

### Istituzioni, enti e associazioni

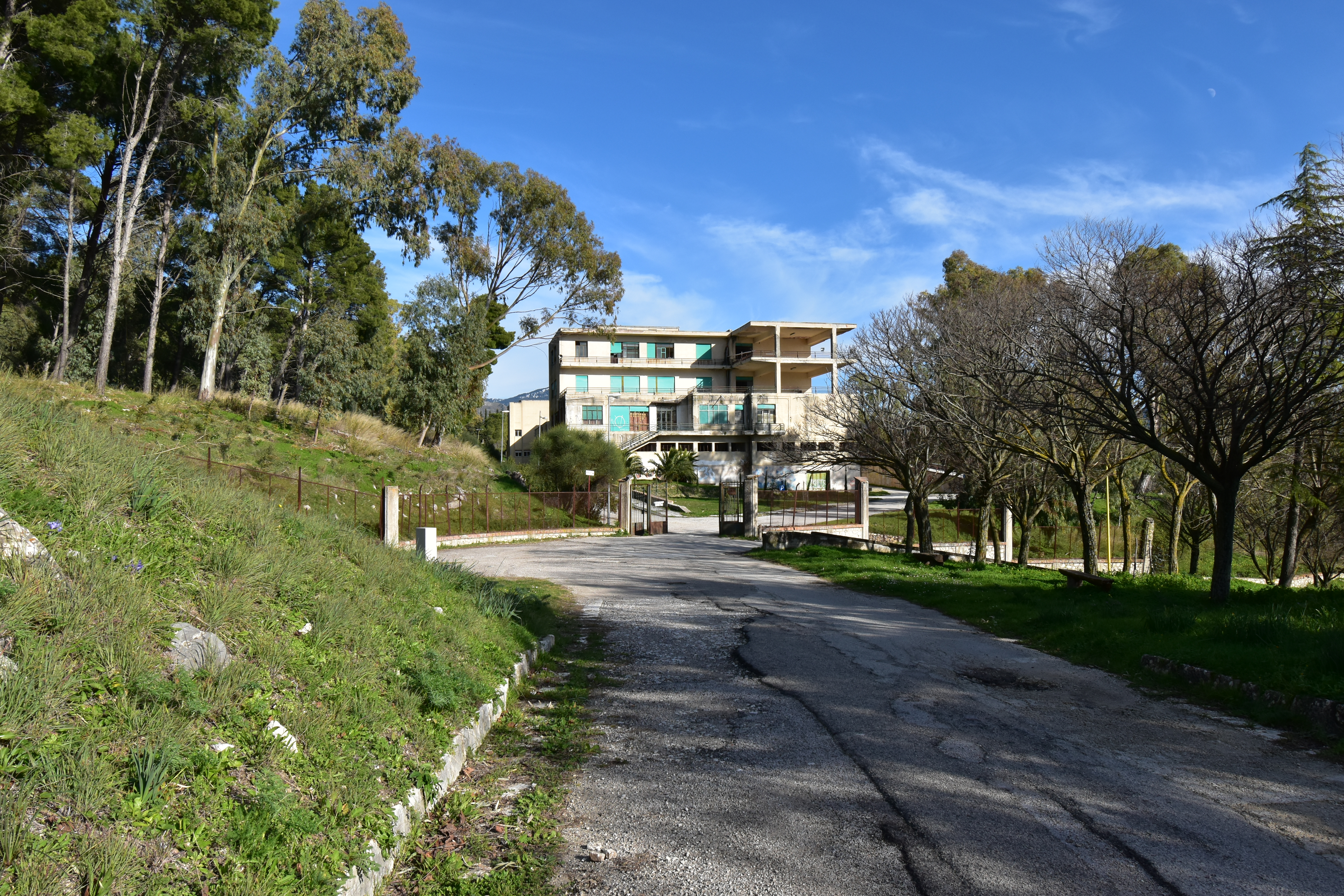
L'ospedale di Bivona, ex Tracomatosario e sede del distretto sanitario dell'ASL

A Bivona la presenza di uffici, servizi, scuole, edifici sacri, enti e associazioni di rilevanza provinciale e regionale confermano il ruolo di centro amministrativo dell'entroterra agrigentino che il paese ricopre da quando fu designato a capoluogo di distretto borbonico (1812). 
Per quanto riguarda la sanità, fin dal XVI secolo Bivona è dotata di strutture ospedaliere: nel 1540, infatti, con l'aiuto del Senato cittadino venne fondato l'Ospedale degli Incurabili, in prossimità della chiesa di San Bartolomeo. A ricordare quell'edificio rimane solo il nome della via, denominata appunto "via Ospedale".
Nel 1936 è stato costruito un ospedale nei quartieri più alti del paese: la struttura divenne presto un tracomatosario, luogo di cura del tracoma, malattia che imperversò in Sicilia soprattutto nel secondo dopoguerra e colpì maggiormente i bambini. L'edificio ospita il Distretto Sanitario di Bivona, facente parte dell'Azienda sanitaria provinciale Nº 1 di Agrigento.

## Cultura

### Istruzione

#### Biblioteche
La biblioteca comunale "Romano Cammarata", intitolata al letterato locale, ha sede presso l'ex convento delle suore agostiniane, in piazza San Giovanni. Dispone di un fondo librario di oltre 8.000 volumi, cui si aggiungono oltre 1.000 unità di materiale audiovisivo.

#### Scuole

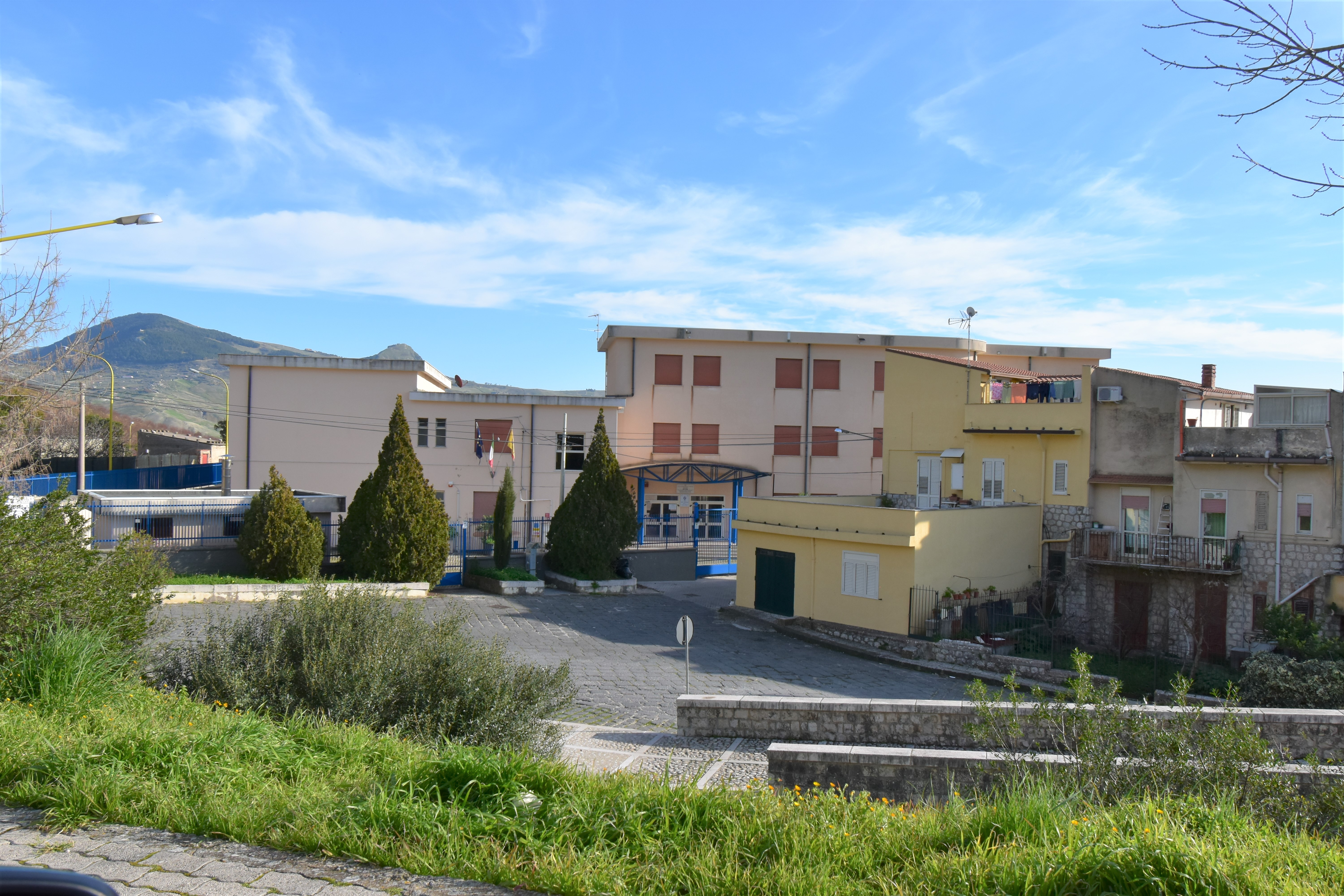
Il liceo ginnasio statale "Luigi Pirandello"

La presenza della comunità ebraica prima e della Compagnia di Gesù in un secondo momento assicurò a Bivona un continuo processo di crescita culturale già a partire dal XVI secolo. Nel 1767 i gesuiti furono espulsi dalla Sicilia e il sistema scolastico, qualche anno dopo, fu gestito direttamente dal governo dei Borboni, che dispose l'istituzione di una scuola apposita in ciascuno dei conventi dell'Isola: fu una fortuna per Bivona, sede, all'epoca, di quattro conventi. Sotto il governo dei Savoia, a Bivona fu istituito un ginnasio, con decreto di Garibaldi, nel 1860: tuttavia l'apertura si ebbe solo il 9 febbraio 1863.
Nel periodo fascista l'istituto fu sostituito da un istituto tecnico (intitolato a Francesco Crispi, originario della zona), in cui veniva insegnato anche il latino. Il liceo classico fu attivato alla fine degli anni quaranta grazie alla collaborazione tra l'avvocato bivonese Edmondo Trizzino, il ministro della Pubblica Istruzione Guido Gonella e l'avvocato bresciano Ludovico Montini, fratello di Giovanni Battista Montini, futuro papa Paolo VI. Il liceo-ginnasio statale di Bivona, intitolato a Luigi Pirandello, ottenne l'autonomia il 18 marzo 1953; alla fine degli anni settanta fu attivato l'istituto tecnico commerciale; negli anni novanta furono attivati nuovi corsi liceali tra cui il bio-socio-sanitario, unico in Italia, sostituito nel 2011 dal nuovo indirizzo socio-sanitario con articolazioni "ottico" e "odontotecnico". L'istituto di istruzione secondaria superiore "Lorenzo Panepinto", invece, presenta gli indirizzi di istruzione tecnica (settore economico e tecnologico) e professionale (settore dei servizi per l'enogastronomia e l'ospitalità alberghiera e settore industria e artigianato, con sede nel comune limitrofo di Cianciana).

#### Università
Bivona era sede decentrata dell'Università degli Studi di Palermo: per i corsi di laurea in scienze forestali e ambientali della facoltà di agraria dal 1991 al 2001. Ospita tuttora il corso di laurea in tecniche erboristiche della facoltà di farmacia, sebbene dall'anno accademico 2004/2005 siano state chiuse le immatricolazioni, e pertanto a breve non sarà più attivo; il corso, che dipende logisticamente dal consorzio universitario della provincia di Agrigento (CUPA), si tiene in una struttura sita nel comune limitrofo di Santo Stefano Quisquina, priva di strutture di sostegno.

#### Musei

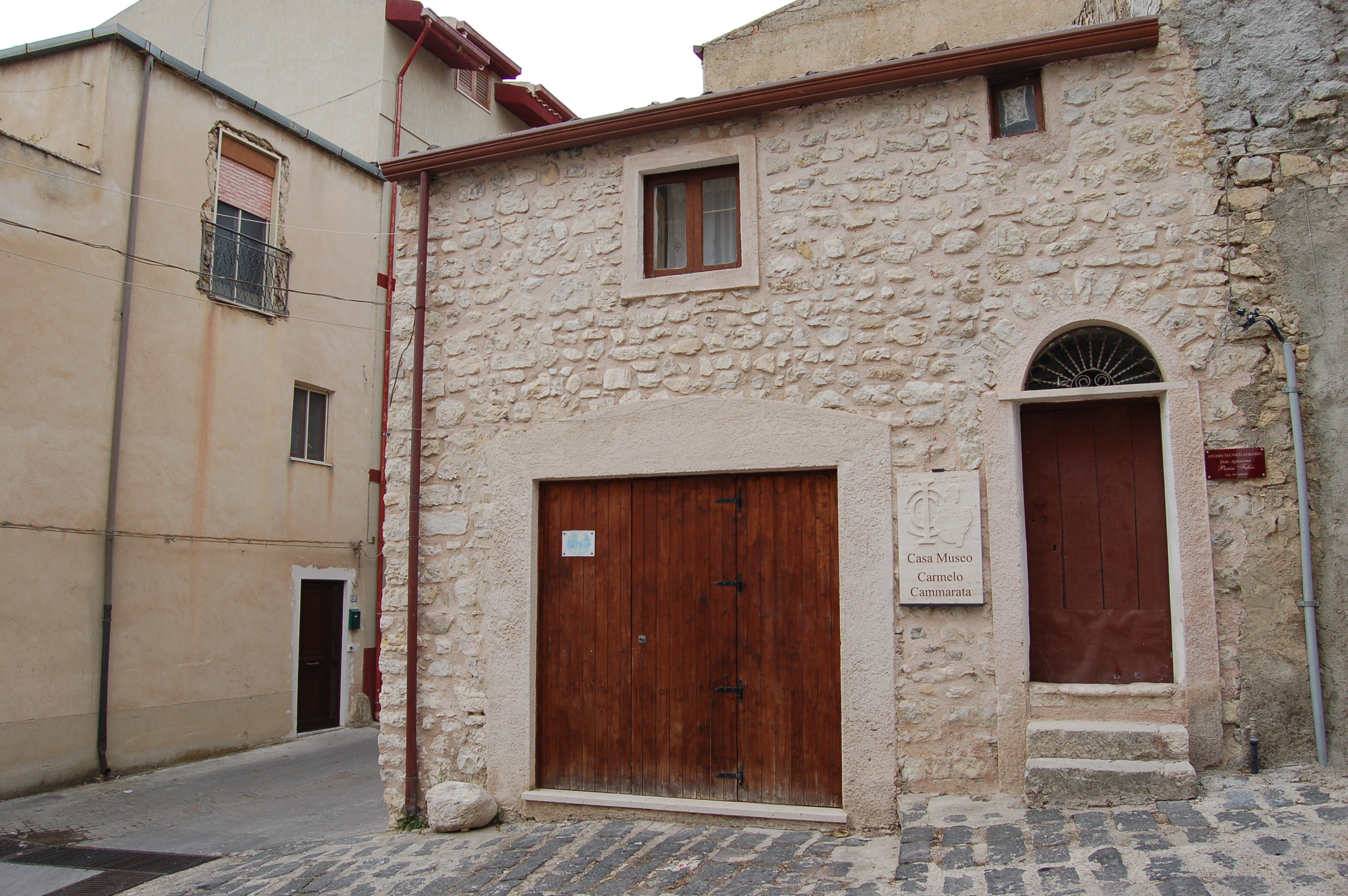
La casa di Carmelo Cammarata, adibita a sede museale

La casa museo Carmelo Cammarata ospita alcune opere dello scultore locale (1924-1999), realizzate secondo tecniche tipiche della scultura siciliana.

### Media
Il paese non dispone di stazioni radiofoniche, dal momento che l'unica radio bivonese, Radio Bivona, risulta dismessa da anni.
Ha sede a Bivona, inoltre, la casa editrice Cammarata editore, attiva dal 2001, che pubblica testi di narrativa e ha una collana dedicata alla multimedialità.
Monografie su Bivona
Alla scuola media "Giovanni Meli", alla biblioteca comunale "Romano Cammarata" e al circolo culturale "Leonardo da Vinci" si devono la pubblicazione di alcuni saggi storici, quali alcuni lavori del cultore di storia locale Antonino Marrone, autore di Bivona Città feudale, saggio in due volumi sulla storia del paese fino al 1812 edito da Salvatore Sciascia Editore, e di diverse monografie (Il Distretto, il Circondario e il Collegio Elettorale di Bivona (1812-1880), Storia delle Comunità Religiose e degli edifici sacri di Bivona, Ebrei e Giudaismo a Bivona (1428-1547), Bivona dal 1812 al 1881, Il fascio dei lavoratori di Bivona); opere del poeta e saggista Cesare Sermenghi, autore di Mondi minori scomparsi e Il passato e le sue risposte. Un'altra opera sulla storia bivonese è Cenno storico - politico - etnografico di Bivona, pubblicata nel 1909 dal bivonese Giovan Battista Sedita e ristampata nel 1992. Di argomento religioso sono Il culto di S. Rosalia a Bivona. La Chiesa e il Fercolo di Salvatore Tornatore e Cristianesimo imperfetto di Alessandro De Bono.
Negli anni duemila sono stati pubblicati alcuni libri ambientati a Bivona: Gaetano Marini verificatore di pesi e misure. Bivona 1862 di Pasquale Marchese, Le tribolazioni di un insegnante di ginnasio di Placido Cerri (pubblicato nel 1872 e ristampato nel 2005), Giardino sicano. Bivona come metafora di Salvatore Guida e I bambini della Croce bianca di Carmelo Miduri.

### Arte

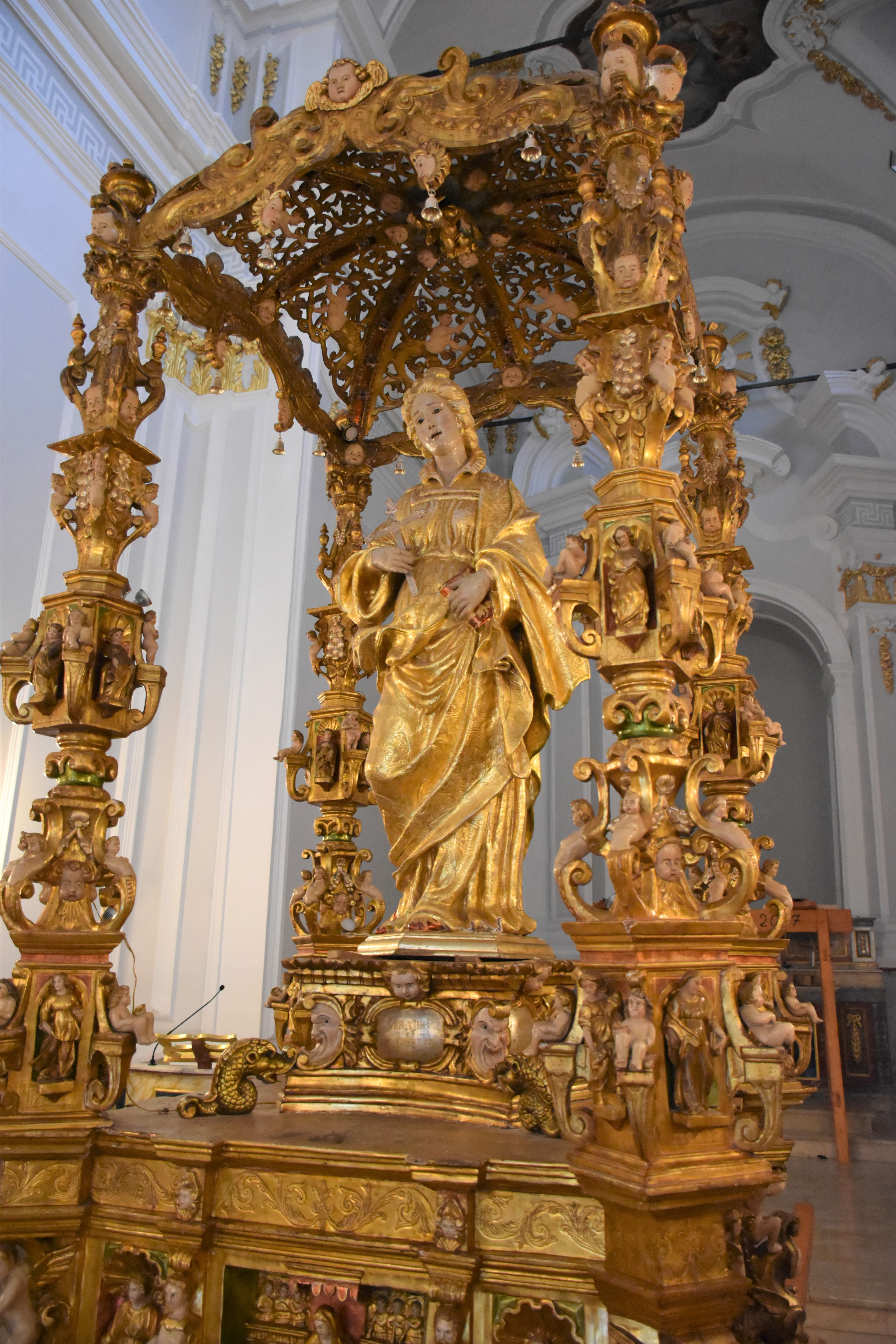
Il seicentesco fercolo di Santa Rosalia

A Bivona sono presenti opere d'arte appartenenti alle correnti artistiche che più influenzarono e caratterizzarono la Sicilia nei secoli scorsi. Nel campo della pittura si mettono in risalto i quadri e le tele che decorano le pareti e le sagrestie delle molteplici chiese bivonesi: esempi illustri sono i quadri dello Zoppo di Ganci presenti all'interno della Chiesa del Carmine (come Maria e Sant'Anna del XVII secolo), la tela settecentesca raffigurante Santa Maria degli Angeli presente dietro l'altare maggiore della Chiesa dei Cappuccini (probabilmente opera del pittore fiammingo Ettore Cruzer) o le preziose tele site all'interno della Chiesa Madre e della Chiesa di San Paolo. Nel campo dell'architettura, i portali delle chiese di Bivona sono degli esempi paradigmatici delle varie correnti artistiche che fecero parte della vita culturale della cittadina: dal portale gotico chiaramontano, ritenuto tra i più significativi reperti dell'architettura tardo gotica dell'entroterra siculo, al portale tardo gotico della chiesa del Carmine; dal portale barocco della chiesa di santa Rosalia a quello di identico stile della chiesa di san Bartolomeo; dal portale tardo-rinascimentale della chiesa madre a quello tipico del barocco autoctono della chiesa di san Paolo.

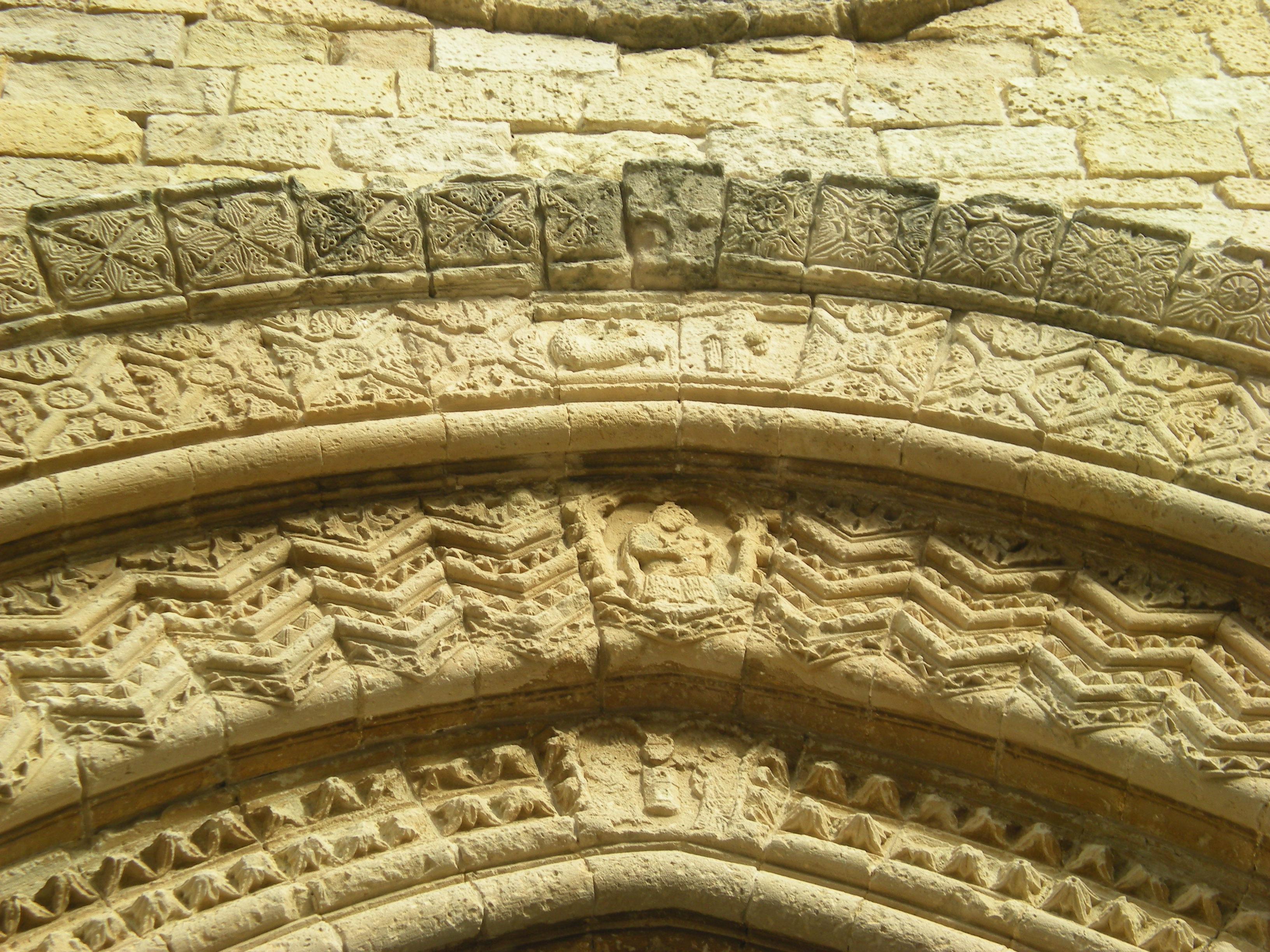
Particolari delle chiavi di volta del Portale Gotico Chiaramontano

 Nel campo della scultura, le statue e i crocifissi presenti all'interno degli edifici sacri testimoniano il benessere economico e culturale della Bivona dei secoli passati.
Nel 1601 il sacerdote bivonese Ruggero Valenti scolpì il fercolo di Santa Rosalia: si tratta di una vara in legno dorato e policromo, a forma di baldacchino, sovrastata da una cupola traforata e sorretta da una base a rilievi instoriati da figure fantastiche (all'interno dell'opera figurano circa duecento personaggi fantastici); le colonne, ricche di dettagli e decorazioni (elementi tipici della corrente artistica tardo-manierista), sembrano quasi proteggere la statua della Santuzza, dalle fattezze leggiadre e completamente ricoperta d'oro zecchino. A Bivona nacquero e operarono artisti famosi a livello regionale, soprattutto nel XVI secolo. Da qualche anno, nel periodo estivo, viene organizzata una Rassegna d'Arte (nel 2010 giunta alla quarta edizione) a cui partecipano vari artisti locali, che mettono in mostra i propri lavori che toccano ogni forma d'arte visiva: pittura, scultura, grafica, ceramica e fotografia.

### Teatro

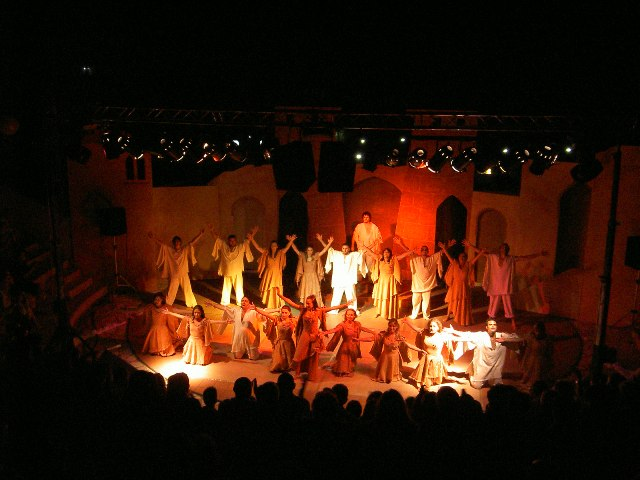
L'Associazione Boccascena di Bivona in Dalle Origini all'Inizio

Dal 1996 si svolge a Bivona la rassegna di teatro popolare "Città di Bivona", cui partecipano compagnie teatrali provenienti da diverse zone della Sicilia. Dagli anni ottanta opera una compagnia teatrale, denominata dapprima "Associazione culturale amici dello spettacolo" (ARCAS) e dal 2003 "Associazione culturale Boccascena", che ha messo in scena alcuni musical con la regia di Piero Lattuca.
Tra gli autori locali di opere teatrali si menzionano Cesare Sermenghi, Paolo Trizzino (1897-1955) (Il calvario di Pinocchio, messo in scena nel 1926 al teatro "Morgana" di Roma) e Giuseppe Scilì Bellomo (Bivona, 1951), autore di commedie dialettali in rima.

### Musica
Hanno sede a Bivona i complessi bandistici "Città di Bivona" e "Gioacchino Rossini"; sono stati attivi il gruppo polifonico di flauto dolce e l'ensemble di sassofoni dell'istituto secondario di istruzione locale, che hanno partecipato a diversi concorsi regionali e nazionali. Dal 2006 nella località si tiene il concorso per filarmoniche "Città di Bivona", riservato ai complessi bandistici amatoriali della Sicilia.
Nell'agosto 2010 è stata inaugurata la prima sala d'incisione pubblica della regione, situata nell'ex convento delle suore agostiniane.

### Cucina
(Alfonso Sabella, da Il Cacciatore di mafiosi, 2008)
I prodotti tipici della gastronomia locale sono a base di pesche, il frutto simbolo dell'agricoltura bivonese: torta alle pesche e di ricotta, biscotti con marmellata di pesche, pasticciotti con marmellata di pesche. Altre specialità sono la pasta 'ncasciata (con broccoli, sugo di pomodoro, pecorino e pezzetti di lardo), la froscia (con ricotta fresca, pane e formaggio grattugiati, uova e nepetella), la caponata di olive verdi (con olive verdi sotto sale, cipolla, sedano, aglio, sale e pepe, origano, uva, olio di oliva, aceto), li sfinci (preparati con farina di grano duro, lievito di pane, olio e acqua calda), le paste alla frutta, la pignolata e la cubata (un impasto di mandorle, zucchero, miele e cannella).

### Eventi

#### Sagra della Pesca
L'evento principale bivonese è la Sagra della Pesca, che si tiene dal 1985. La manifestazione si svolge in tre giorni nella seconda metà di agosto, ospita numerosi stand enogastronomici e tende a valorizzare la qualità del frutto locale, prodotto nel comune e nella zona dei Monti Sicani. La Pesca di Bivona per le sue particolari qualità è stata esposta tra i prodotti di eccellenza all'interno del Cluster Bio-Mediterraneo di Expo 2015.

## Geografia antropica

### Urbanistica

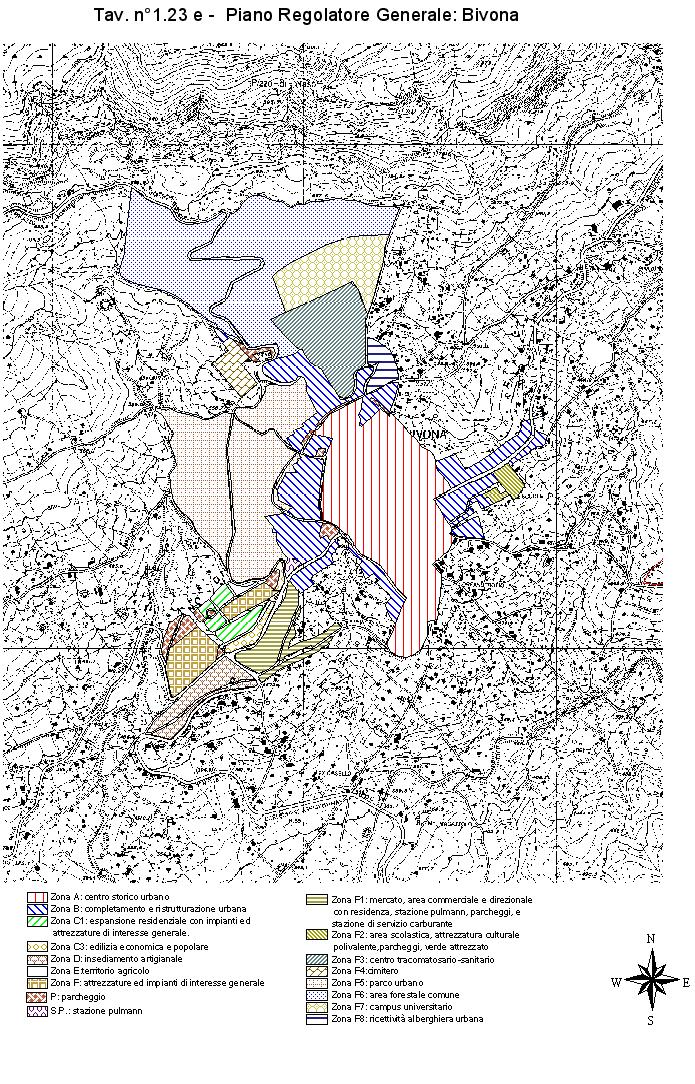
Piano Regolatore Generale del Comune di Bivona

L'ubicazione collinare della cittadina ai piedi dei monti Sicani preservò per secoli i suoi abitanti dalla malaria e da altre malattie. Nondimeno, la presenza di abbondanti sorgenti e corsi d'acqua rese possibile l'esercizio dell'agricoltura e della pastorizia.
In età medievale, dopo l'infeudamento, Bivona divenne una terra cum turri: il nucleo abitato venne fortificato e dotato di quattro porte e a nord-est dell'abitato fu costruito un castello (o torre di guardia). Nel XIV secolo, la struttura urbana, di impianto irregolare, era compresa tra le sorgenti del Savuco e dei Ferri, vi erano diverse piazze e numerose aree verdi, di proprietà delle comunità religiose e delle famiglie più agiate.
Nel XVI secolo, per effetto di una consistente immigrazione, il paese si estese verso sud e raggiunse la configurazione urbanistica pressappoco romboidale che perdurò sino all'Ottocento. I nuovi quartieri erano caratterizzati da isolati disposti in maniera lineare, la maggior parte "a spina". Le loro denominazioni - una quarantina alla fine del secolo - servivano da vero e proprio punto di riferimento, poiché non era usanza dare nomi alle singole vie. Altre volte i punti di riferimento erano le chiese e le edicole sacre.
Per effetto del netto calo demografico nel XVIII secolo il tessuto urbano si deteriorò e numerosi furono i crolli di chiese e altri edifici. Tuttavia, furono costruiti i ponti sul fiume Alba, che attraversava parte del paese.
La denominazione delle strade e la numerazione delle case avvennero dopo il 1840. Negli stessi anni venne realizzato il tratto urbano della Strada Nazionale (attuale via Roma) che collegava Palermo e Girgenti, la realizzazione della Strada Nuova (l'attuale via Lorenzo Panepinto) sull'alveo del fiume Alba, l'ampliamento di piazza San Giovanni e la sistemazione di altre strade; fu inoltre aperto il cimitero. Nel XX secolo Bivona cominciò a espandersi verso est e verso ovest, con la costruzione dei palazzi condominiali di via Porta Palermo e delle case popolari in prossimità della località Santa Filomena. Inoltre furono edificate numerose ville soprattutto nella parte orientale del territorio bivonese, in direzione di Santo Stefano Quisquina. Dal 1999 il Comune di Bivona è dotato di un Piano Regolatore Generale che individua i vincoli antisismici e quelli storico-artistico-monumentali e definisce le zone territoriali omogenee per destinazione. La superficie del centro storico cittadino misura 198.640 m².

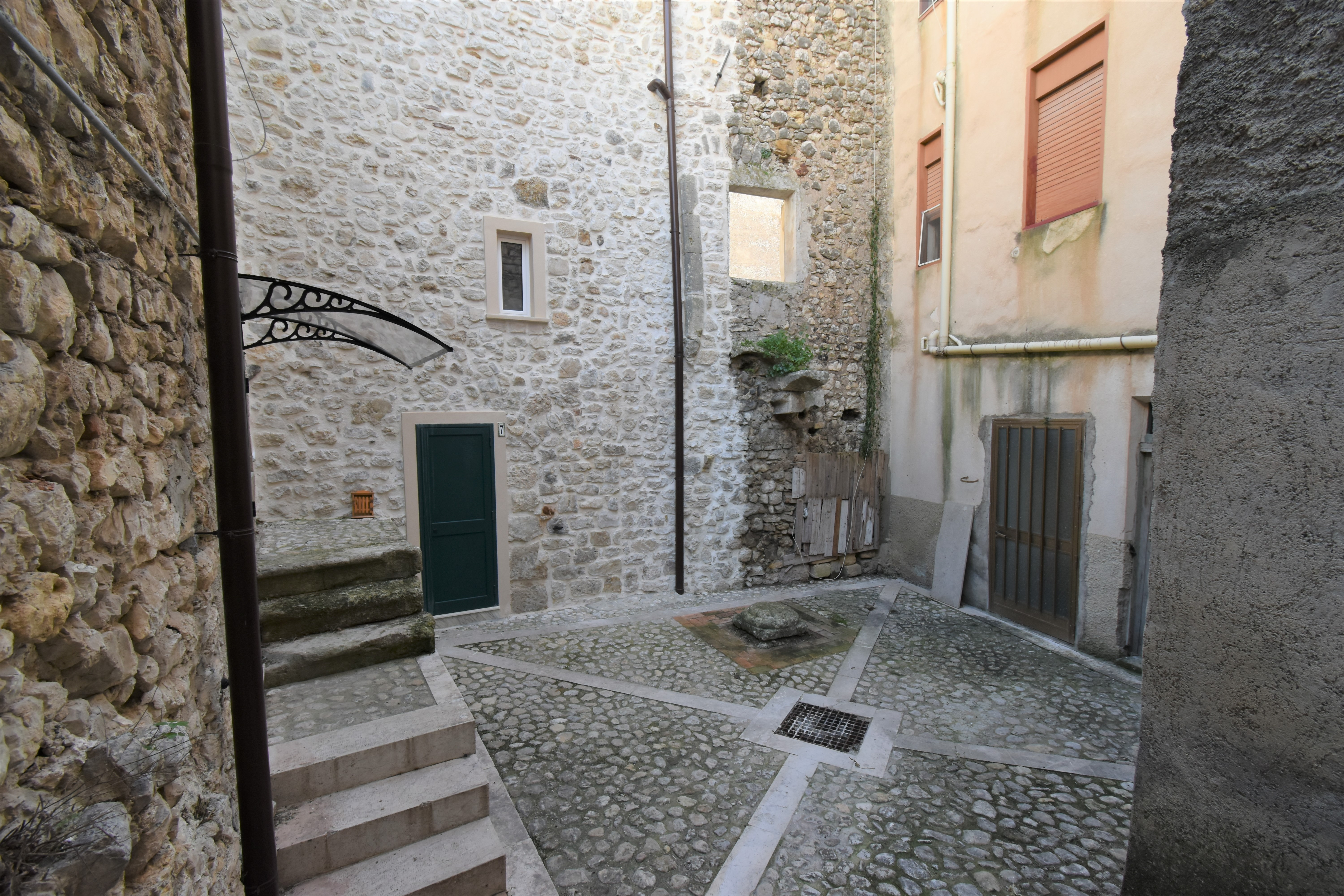
Cortile Canzeri, all'interno dell'antica giudecca

### Suddivisioni storiche
I quartieri a Bivona non sono riconosciuti amministrativamente, pertanto sono considerati solamente sotto il punto di vista storico. I principali quartieri storici di Bivona sono: il quartiere del Savuco; il quartiere di Fontana Pazza; il quartiere del Nadaro, il cui nome si ricollega probabilmente al termine arabo Nadarà, "posto panoramico", per la sua posizione da cui si scorge gran parte del paese; il quartiere di Santa Rosalia, uno dei più antichi tra quelli costruiti extra moenia; il quartiere di Santa Chiara; il quartiere di San Domenico, un tempo sede della giudecca di Bivona; il quartiere dei Garitani, che prende nome da una garita, cioè una torre di guardia che era posta nel lato sud-occidentale delle mura cittadine.

### Frazioni
In passato il comune di Bivona amministrava la frazione di Borgo San Ferdinando (oggi Filaga) che nel 1859 fu assegnata al comune di Prizzi.
L'area speciale del Bacino di Barico, censita dall'ISTAT tra le località del comune di Bivona, include l'invaso artificiale in prossimità della diga Castello, che ricade anche nel comune di Alessandria della Rocca.
Al 15º censimento generale della popolazione e delle abitazioni dell'ISTAT (2011), il territorio di Bivona risulta così suddiviso:
| Nome   | Tipologia                           | Abitanti | Altitudine | Coordinate                  |
| ------ | ----------------------------------- | -------- | ---------- | --------------------------- |
| Bivona | centro abitato / capoluogo comunale | 3 661    | 503        | 37°37′06.05″N 13°26′25.83″E |
| -      | Case sparse                         | 221      | -          | -                           |
| totale | 1 centro abitato                    | 3 882    | 64/1436    |                             |

## Economia
Grazie alla diffusa coltivazione della pesca, il settore trainante dell'economia bivonese è quello agricolo, in cui - secondo i dati Istat risalenti al Censimento del 2001 - operano 990 unità; i lavoratori dell'industria sono 49, 71 quelli del commercio, 57 quelli dell'artigianato e 15 gli addetti alle istituzioni.

### Agricoltura

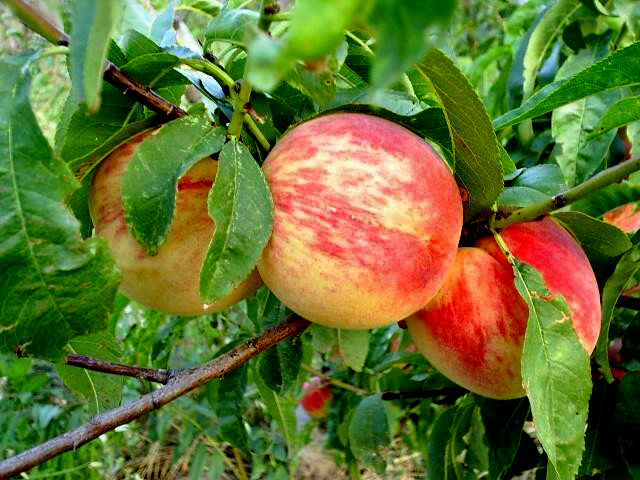
La pesca bianca di Bivona

Il principale prodotto dell'agricoltura bivonese è la pesca, detta Montagnola o Pescabivona, tanto che il paese è noto come "Città delle pesche".
La varietà è di media pezzatura, con polpa bianca e soda, non di rado solcata da venature rosee tendenti al rosso. Il sapore è dolce e aromatico, il profumo si distingue da quello della maggior parte delle pesche prodotte nel resto di Sicilia e d'Italia.
Alla peschicoltura si aggiunge la produzione di olive, mandorle, e uva e l'allevamento di bovini, ovini e suini, con produzione di "carne dei Monti Sicani" e di formaggi tipici siciliani, tra cui:
- la "tuma", formaggio a pasta dura semicotta prodotto con latte di pecora intero crudo senza stagionatura, di sapore piccante[200];
- il "fiore sicano", formaggio a pasta cruda tipico dell'area sicana[201];
- il "piacentino" (con il significato di "piacevole"), molto simile al pecorino, anch'esso prodotto nel territorio[202];
- la ricotta, che viene prodotta in tutto il circondario[203].

Bivona fa parte del Distretto Rurale dei Monti Sicani, che comprende diversi comuni tra le province di Agrigento, Caltanissetta e Palermo.
Il territorio bivonese è inoltre compreso nella zona di produzione dell'Arancia di Ribera D.O.P.

### Artigianato
Nel settore dell'artigianato è tradizionale la produzione di sedie di legno (la cosiddetta Sedia di Bivona).

### Industria
Secondo un'analisi dell'ISTAT effettuata nel 2003 basata sui Sistemi Locali del Lavoro (SLL), l'industria agricola garantisce la maggiore rendita economica di Bivona.
Nella prima metà dell'Ottocento era attiva la solfara Balata, di proprietà del duca di Ferrandina, poi abbandonata.

### Servizi
Secondo l'analisi degli SLL del 2003, nel settore "Servizi alle imprese" e nel settore "Beni e servizi culturali e ambientali", l'SSL di Bivona è posto a un livello medio-alto.

### Turismo
Alcune iniziative e alcuni progetti, come l'Itinerarium Rosaliae e la realizzazione della strada Mare-Monti, tendono a promuovere il settore turistico; nel 2013 è stata istituita la consulta comunale al turismo.

## Infrastrutture e trasporti
(Denis Mack Smith, da Storia della Sicilia medievale e moderna, 1973)

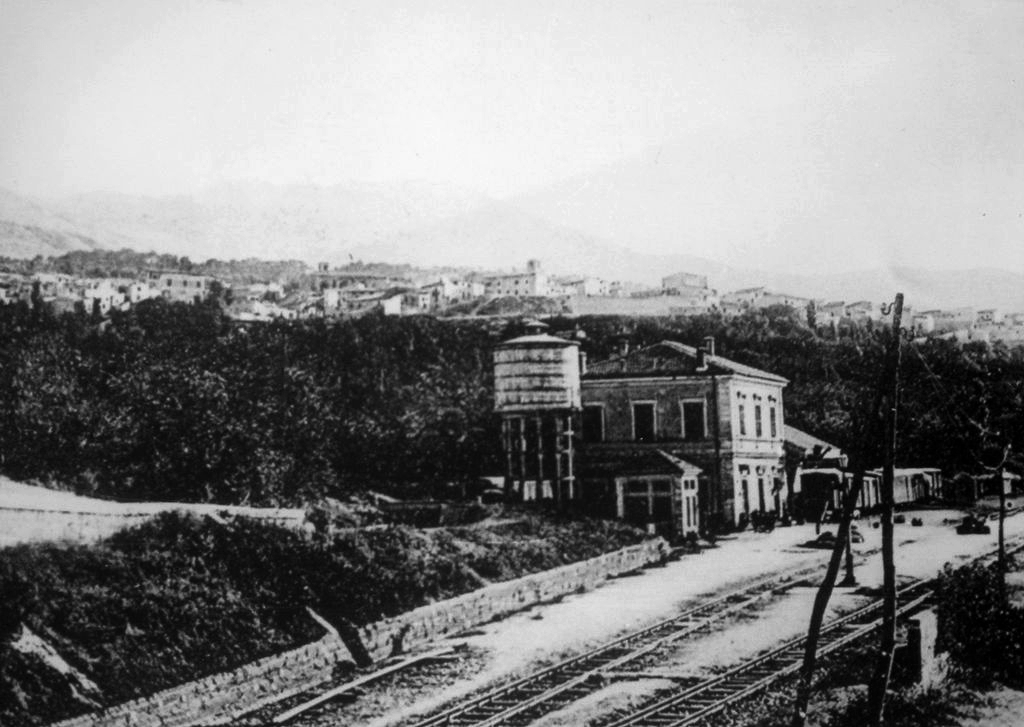
La vecchia stazione di Bivona in una foto d'epoca

Bivona, posta al crocevia tra la strada che univa Sciacca con Castronovo di Sicilia e quella che univa Agrigento con Corleone, è stata per secoli il punto di sosta obbligata per i viandanti.

### Strade
Il principale asse viario che attraversa il territorio comunale è la strada statale 118 Corleonese Agrigentina. La strada attraversa il centro urbano di Bivona lungo via Porta Palermo, piazza Guglielmo Marconi e via Roma e prosegue verso le contrade Scaldamosche e Santa Filomena.
Bivona è inoltre servita da alcune strade provinciali:
- strada provinciale 34, che la collega con la strada statale 386 presso il bivio Tamburello nel territorio di Calamonaci;
- strada provinciale 15 Bivona-Palazzo Adriano, che attraversa il territorio montano del Monte delle Rose e i rilievi al confine tra le province di Palermo e di Agrigento;
- strada provinciale verso Ribera.

### Ferrovie

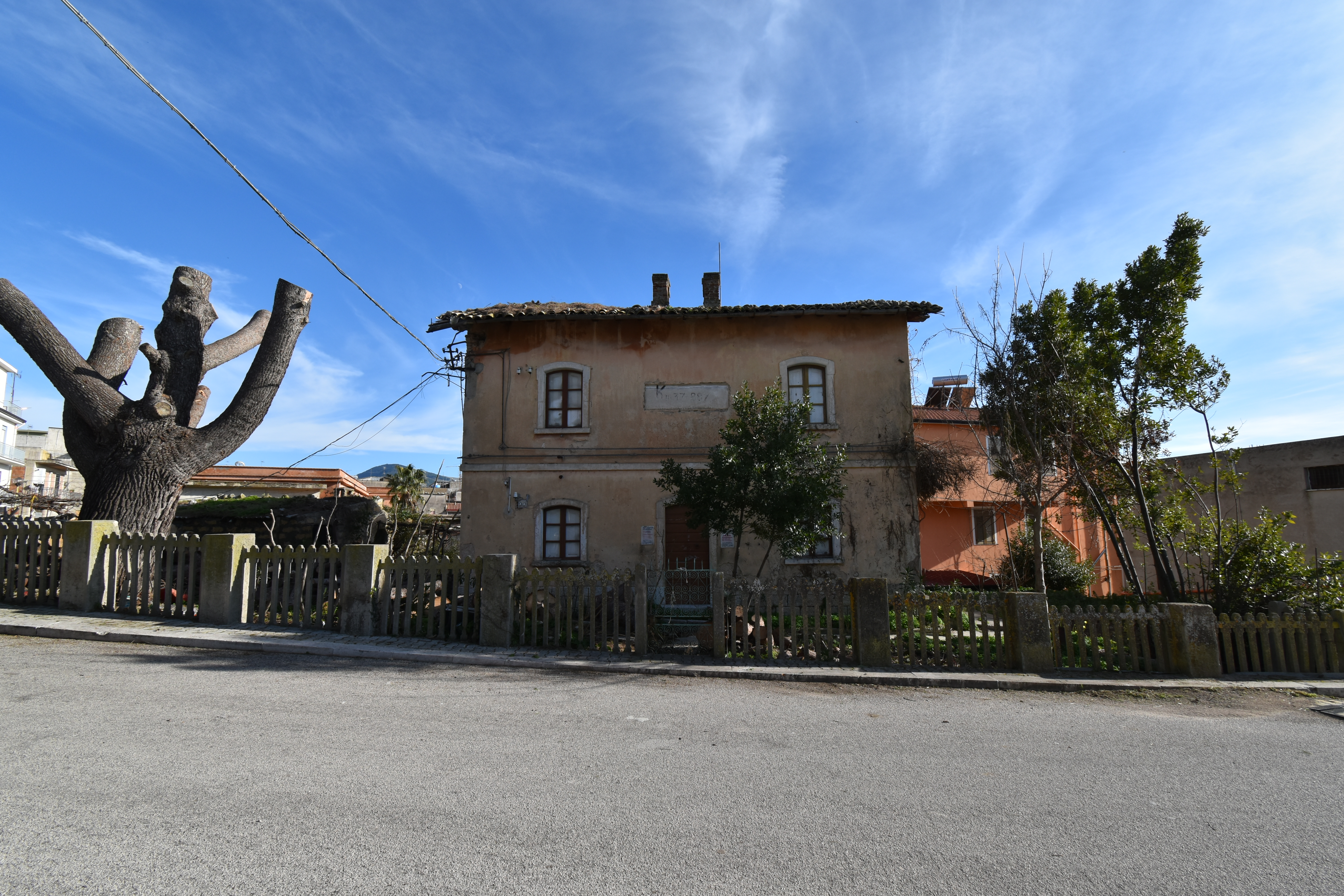
Casello ferroviario della dismessa ferrovia Lercara-Magazzolo in via Fabrizio De André

Fino alla fine degli anni cinquanta del XX secolo il comune era servito dalla linea ferroviaria a scartamento ridotto Lercara-Filaga-Magazzolo, costruita dalle Ferrovie dello Stato a partire dal 1912 per connettere le aree solfifere di Lercara Friddi e di Cianciana alla ferrovia Castelvetrano-Porto Empedocle che correva lungo la costa meridionale della Sicilia raggiungendo i caricatori portuali. L'ultimo tratto di ferrovia entrato in esercizio fu quello tra Bivona e Alessandria della Rocca, inaugurato il 1º settembre 1924. La ferrovia oltre che per il trasporto di minerale fu impiegata anche per il trasporto passeggeri. Il servizio ferroviario della stazione di Bivona fu sospeso nell'ottobre 1959. La stazione fu definitivamente soppressa nel 1961.
La stazione di Bivona si trovava nella località Santa Filomena, a sud-ovest del paese. La via ferrata versa ormai in pessime condizioni: i binari sono stati divelti in molti punti, il casello a sud del paese è in rovina, mentre quello in contrada Antinoro è stato alienato.

## Amministrazione

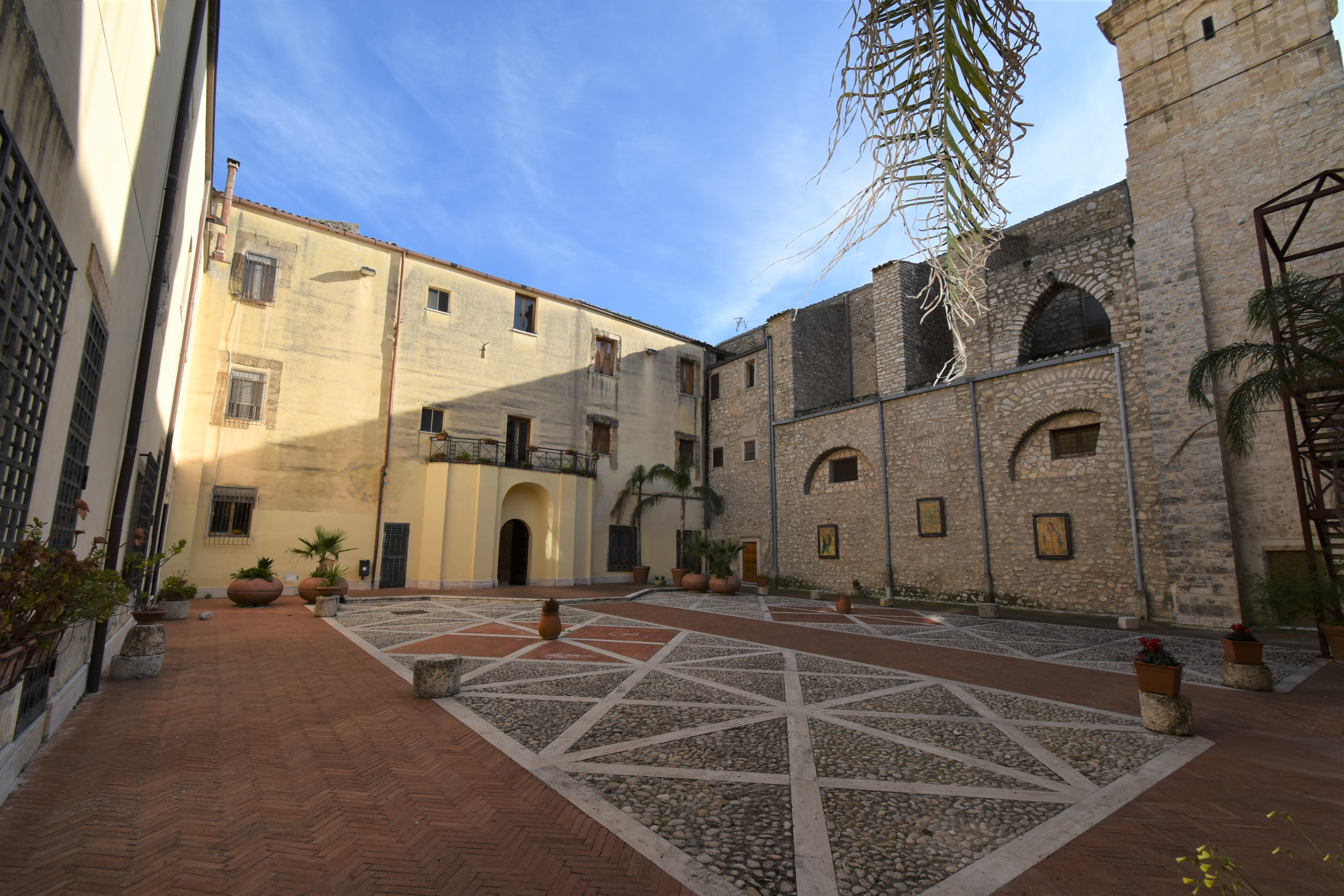
L'atrio del Palazzo Municipale, già Collegio dei Gesuiti

### Gemellaggi
Bivona è stata gemellata con il comune triumplino di Collebeato (Lombardia) nel biennio 2004-2005: il gemellaggio si prefiggeva di promuovere le rispettive varietà locali di pesca all'interno delle manifestazioni a essa legate.

### Altre informazioni amministrative
Il comune di Bivona fa parte delle seguenti organizzazioni sovracomunali: 
- regione agraria n.1 (versante meridionale dei monti Sicani)[218][219][220],
- unione di comuni "Platani - Quisquina - Magazzolo"[221][222],
- patto territoriale "Magazzolo Platani" e area PIT 23[223] "Magazzolo, Platani e Monti Sicani dell'Agrigentino"[224][225]
- gruppo di azione locale "Terre di Halykos" e protocollo d'intesa per il "Parco fluviale del fiume Platani"[226][227].

## Sport

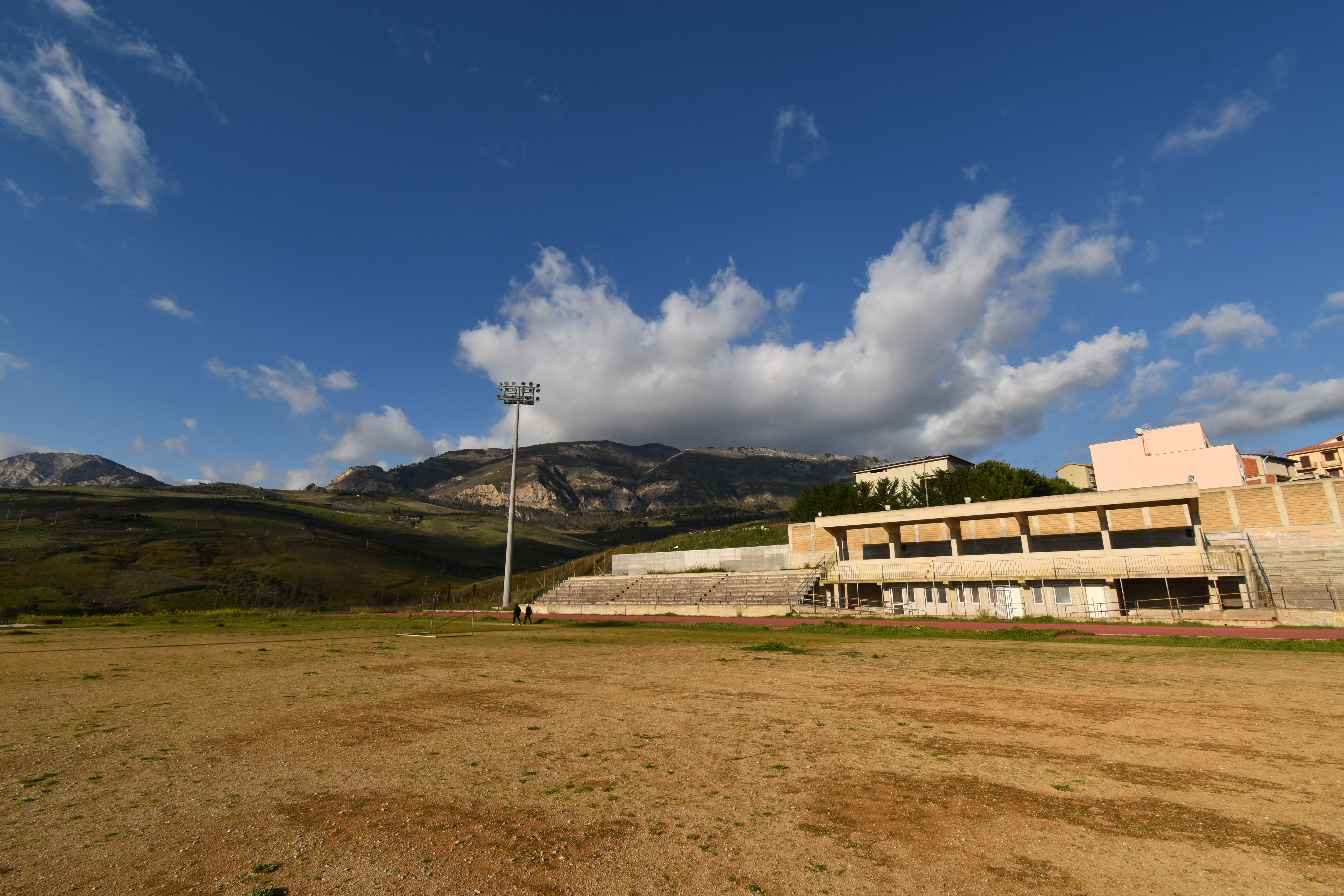
Lo stadio comunale di Bivona, con panorama del paesaggio montano

La principale squadra di calcio cittadina è l'ASD Bivona 2020, iscritta al campionato di Terza Categoria (girone agrigentino) nella stagione 2020/2021. È rimasta in attività sino al 2017/2018 l'ASD Virtus Bivona, che aveva sempre militato in campionati di livello regionale.

### Impianti sportivi
Lo stadio comunale "Renato Traina", sito nella parte sud-occidentale del paese in prossimità della località Santa Filomena, è dotato di illuminazione, di tribuna coperta nel lato est e di pista di atletica, non omologata in quanto più corta dei 400 metri regolamentari.